# Provincia de Salta
Salta (en el texto de la Constitución provincial: Provincia de Salta) es una de las veintitrés provincias de la República Argentina. A su vez, es uno de los veinticuatro estados autogobernados o jurisdicciones de primer orden que conforman el país, y uno de los veinticuatro distritos electorales legislativos nacionales. Su capital es la homónima Salta. Está ubicada al noroeste del país, limitando al norte con la provincia de Jujuy y con los departamentos de Potosí y Tarija, en Bolivia, hasta el trifinio hito Esmeralda, donde comienza su frontera con el departamento de Boquerón, en Paraguay, (hacia el noreste), al este con las provincias de Formosa y Chaco, al sur con las de Santiago del Estero, Tucumán y Catamarca, y al oeste con la Región de Antofagasta en Chile. Con 155 488 km² es la sexta jurisdicción de primer orden más extensa, por detrás de las provincias de Buenos Aires, Santa Cruz, Chubut, Río Negro y Córdoba.

## Historia

### Época prehispánica (hasta 1535)
El ser humano empezó a poblar la región unos 10 000 años antes de Cristo, mediante migraciones sucesivas provenientes del norte.
Hacia el siglo XV, poco antes de la llegada de los españoles, el territorio valliserrano y andino estaba y está habitado por los Atacamas y calchaquíes. Estos últimos constituían una diversidad de pueblos que poseían una misma lengua en común, el cacán. En la Puna habitaban y habitan los Atacamas (o más exactamente autodenominados Likanantai) de habla Kunza, cuya cultura era semejante a la quechua pese a ser enemigos, ya que los quechuas eran un grupo originario de la sierra sur del Perú que por ese tiempo se encontraba en plena expansión. Los likanatai llamados también luego "atacamas" eran sedentarios, se dedicaban a la agricultura, con avanzadas técnicas de riego. La ciudad de Tastil, de origen lickan-antay, se convirtió en un activo centro de comercio, quienes instalaron una especie de centro administrativo en Sikuani (la actual Chicoana); Tastil fue destruida junto a los cementerios ancestrales en el momento de la expansión quechua.
En el Chaco Salteño, en tanto, habitaban y habitan: wichís, chorotes, qom'lek (comúnmente llamados por los guaraníes: «tobas») y vilelas, dedicados a la caza y la pesca.

### Época virreinal (1535-1810)

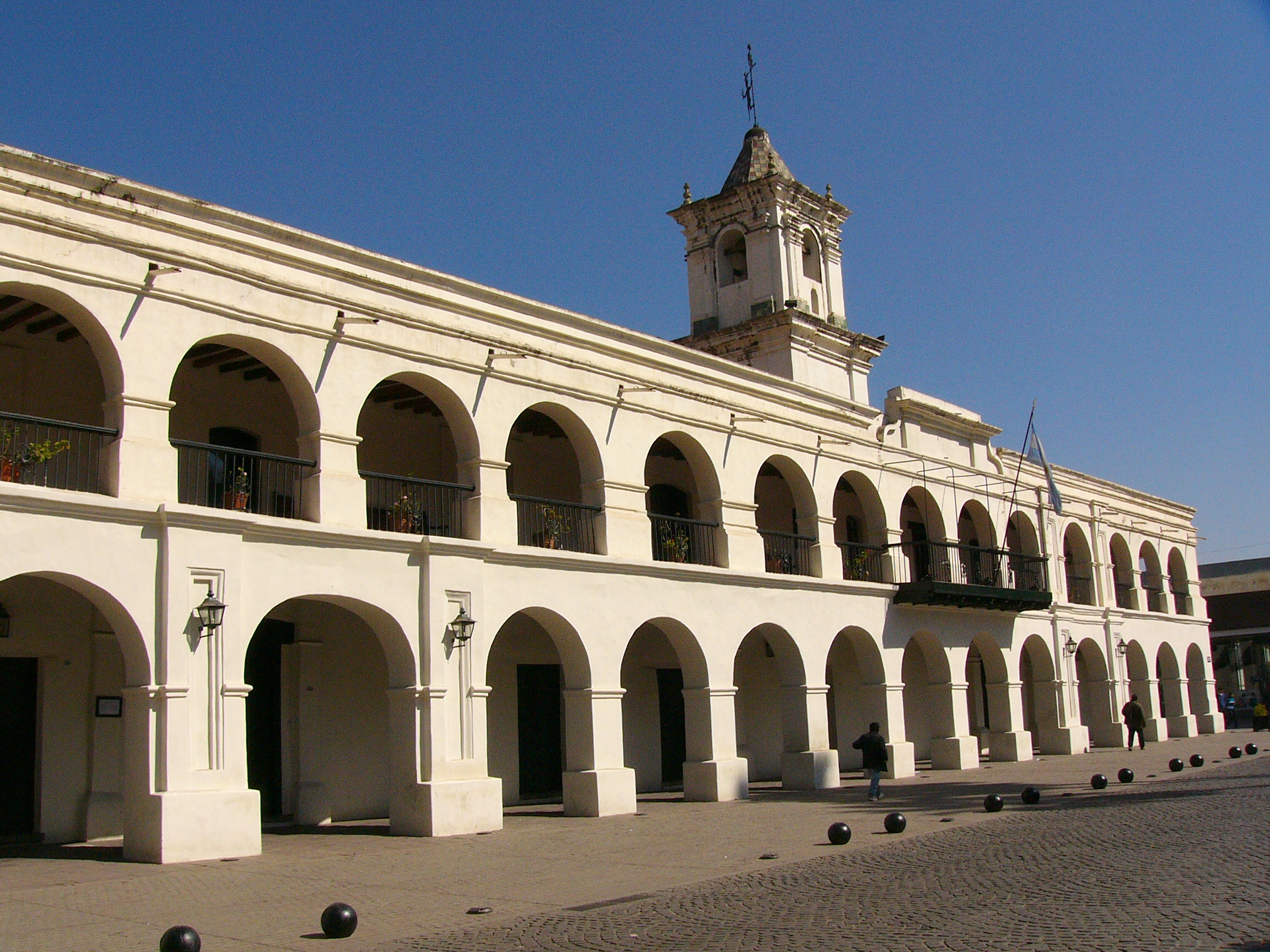
Cabildo colonial, hoy Museo histórico del norte.

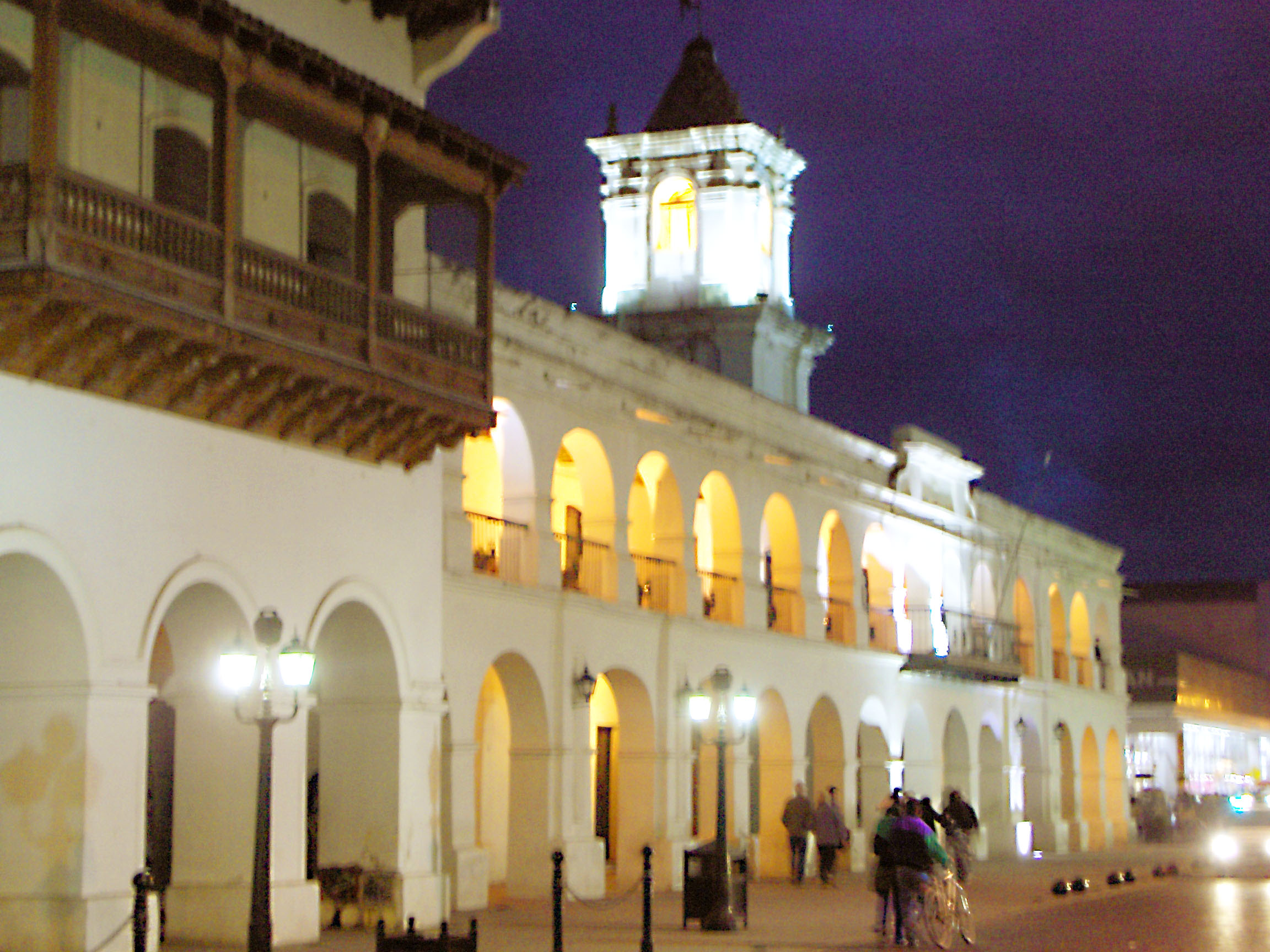
Cabildo colonial de noche.

Los primeros españoles en explorar la zona fueron Diego de Almagro (1535), seguido de Diego de Rojas (1542), quien pasó por el sur de la provincia.
Durante los siglos XVI y XVII, los españoles hicieron dos intentos por establecer una población en la actual zona central de Salta; el primero frustrado, y el segundo con éxito. En 1566, los capitanes Jerónimo de Olguín, Diego de Heredia y Juan de Barzocana, amotinados contra el gobernador Francisco de Aguirre, fundaron una ciudad a la que llamaron Cáceres, sobre la margen izquierda del río Pasaje (actual departamento de Anta). Aunque refundada varias veces, con diferentes denominaciones —Nuestra Señora de Talavera del Esteco (1567); Madrid de las Juntas (1592): Talavera de Madrid (1609)— se generalizó el nombre Esteco en recuerdo a la anterior Nuestra Señora de Talavera de Esteco, de donde provenían los habitantes que poblaron las ciudades posteriores. Constantemente asediada por los originarios, acabó destruida por un terremoto el 13 de septiembre de 1692.
Mejor suerte tuvo otra ciudad, más al oeste, en las sierras subandinas. Hernando de Lerma, siguiendo órdenes del virrey Francisco Álvarez de Toledo, estableció el primer poblado permanente, llamado San Felipe de Lerma del Valle de Salta, el 16 de abril de 1582. Pero por diversos motivos, su nombre fue abreviado a San Felipe de Valle de Salta y posteriormente a Salta.
La región formó parte del Virreinato del Perú, de la antigua Gobernación del Tucumán  hasta 1776, en que la Corona española creó el Virreinato del Río de la Plata. El nuevo virreinato fue  subdividido, y Salta quedó ubicada en la Gobernación Intendencia de Salta del Tucumán (1783), junto con Catamarca, Santiago del Estero, Jujuy, Tucumán, la Puna de Atacama y el departamento de Tarija (parte de la actual Bolivia) con cabecera en Salta . El resto del territorio formó la de Gobernación Intendencia de Córdoba del Tucumán, actuales Córdoba, San Luis, Mendoza, San Juan, La Rioja y pequeños sectores occidentales de la actual provincia de Santa Fe, con capital en la ciudad de Córdoba.
En 1794 se fundó la estratégica ciudad de San Ramón de la Nueva Orán, nexo entre Salta y Tarija. 
En febrero de 1807 por Real Orden, Tarija fue incorporada a la Intendencia de Salta del Tucumán, que posteriormente Tarija el 25 de julio de mismo año proclama su autonomía, y por falta de organización religiosa se mantuvo integrado en el obispado de Salta. Al estallar la Revolución de Mayo, Tarija se constituyó como Republiqueta, la cual estuvo ligada en aspectos militares y dependería descentralizadamente de la administración salteña.

### Independencia y luchas civiles (1810-1853)

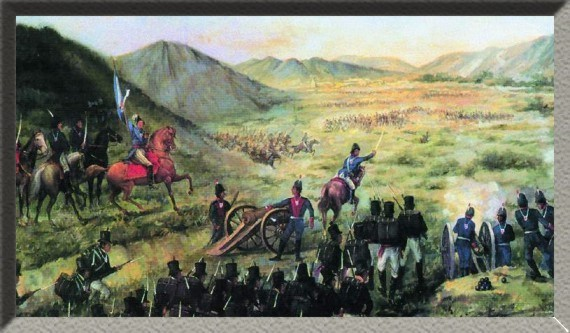
Representación de la batalla de Salta.

En junio de 1810, el cabildo de Salta se sumó a la Revolución de Mayo, llegando a fines de 1810 el primer contingente del Ejército del Norte.
Durante la guerra de la Independencia Argentina, la ciudad de Salta fue invadida varias veces por los realistas: 29 de enero-10 de marzo de 1812; 15 de abril-4 de mayo de 1817, por José de la Serna (Invasión de De la Serna a Jujuy y Salta); 31 de mayo-fines de junio de 1820, por Juan Ramírez Orozco; 7 de junio-14 de julio de 1821 por Pedro Antonio de Olañeta. Durante estas ocupaciones, el caudillo Martín Miguel de Güemes organizó la resistencia y las ofensivas patriotas, y lanzó una guerra de guerrillas popularmente llamada guerra gaucha, hasta su muerte, en 1821.
Con la decisiva batalla de Salta (20 de febrero de 1813), Manuel Belgrano logró que todo el noroeste quedase libre, aunque se mantuvieron esporádicos ataques realistas desde el Alto Perú hasta 1826.
Consolidada la independencia, Salta se hundió, junto con el resto del país, en el torbellino de luchas entre unitarios y federales, siendo alternativamente gobernada por ambos bandos.

### Formación del actual territorio de la Provincia de Salta (1814-1943)
En épocas del Directorio de las Provincias Unidas del Río de la Plata en 1814, la antigua Intendencia de Salta del Tucumán empezó a descentralizarse, primero con la escisión de las actuales provincias de Tucumán, Santiago del Estero y Catamarca, luego con la separación de Tarija en 1826 y finalmente con la autonomía política de Jujuy en 1834. En 1869 con el presidente José Evaristo Uriburu se realiza la Conquista del Chaco  por el general Napoleón Uriburu y se anexa en 1884 el llamado Chaco salteño .En 1943 se incorpora la Puna Salteña (antiguos departamento de Pastos Grandes y de San Antonio de los Cobres del Territorio Nacional de los Andes), y la provincia adquiere su forma y  límites actuales.
Por decreto del 8 de octubre de 1814, el director Supremo Gervasio Posadas dividió la Intendencia de Salta del Tucumán en dos:
- La Provincia de Salta, al norte (la actual Provincia de Salta, más Tarija con Chichas y Lípez, Jujuy y el litoral de Antofagasta-Atacama).
- La Gobernación Intendencia del Tucumán, al sur (actuales provincias de Tucumán, Catamarca y Santiago del Estero) de efímera existencia, solo hasta 1820.

El 26 de agosto de 1826, Antonio José de Sucre ordenó a Francisco O'Connor y Bernardo Trigo invadir Tarija, que era provincia rioplatense , separandola de Salta y de Argentina, anexándola a la recientemente independizada Bolivia (1825). Facilitó ello la Guerra argentino brasileña, y un poder centralista débil en Buenos Aires, sumida en la llamada Anarquía del Año XX y luchas entre unitarios y federales. El Congreso Nacional, tras la prestación del proyecto de ley por parte del tarijeño José Felipe de Echazú (a petición de la población tarijeña antes de la invasión), se elevó a Tarija a la categoría de provincia por ley del 30 de noviembre de 1826, aunque se dieron cuenta meses después de que había sido invadida y anexada a Bolivia.

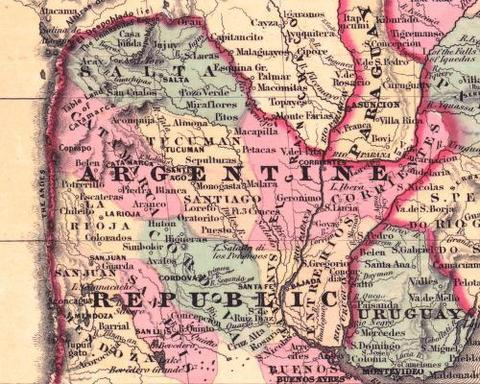
Mapa de la Argentina, de mediados del siglo XIX, donde aún aparecen Salta y Jujuy como una sola provincia.

 El 22 de noviembre de 1834, Jujuy se separó de Salta y se transformó en una nueva provincia argentina. Pero la región de Orán, al noreste de Jujuy, (actuales departamentos de Orán, Santa Victoria, Iruya, Rivadavia y San Martín) se mantuvo unida a Salta, aunque hubo un intento (1881) de separarla y transformarla en una nueva provincia argentina, con capital en San Ramón de la Nueva Orán, que nunca prosperó. La unión de Orán con Salta explica la curiosa forma de herradura que tiene actualmente la provincia.
Bajo el mando del gobernador, el coronel Juan Solá, en 1879 el ejército argentino lanzó una campaña militar en el Chaco, a fin de someter y a los indígenas de la región. Como resultado de la misma, el Chaco Central y Austral fueron puestos bajo la órbita del Estado Nacional. En la ofensiva fueron muertos millares de indígenas, y a las tribus sobrevivientes se les despojó de sus tierras, que fueron entregadas a colonos, origen del actual conflicto entre criollos y aborígenes en el Chaco salteño. Posteriormente, por Ley N.º 1.532 de Organización de los Territorios Nacionales (16 de octubre de 1884), el Estado Nacional estableció los límites entre Salta y los Territorios Nacionales del Chaco y de Formosa. La provincia se ensancha hacia el este.
Por el tratado del 10 de mayo de 1889 con Bolivia, Argentina renunciaba a su reclamo sobre Tarija. En compensación, Bolivia cedía la Puna de Atacama —territorio que, por otra parte, había sido incorporado a Salta ya en 1816 por Martín Miguel de Güemes—, que se encontraba en poder de Chile luego de la guerra del Pacífico (1879-1880). Esta acción boliviana le otorgaba a la Argentina un territorio que formó parte del Virreinato del Río de la Plata, pero que de hecho estaba en manos de Chile, buscando forzar una guerra entre Chile y Argentina. Como Chile se negara a entregar los territorios cedidos por Bolivia, se decidió someter la cuestión al arbitraje del estadounidense William Buchanan, que en 1899 otorgó a Argentina el 75% del territorio en disputa y el resto a Chile. También por el tratado de 1889 Argentina cedía un territorio que se consideraba hasta entonces salteño: las Juntas de San Antonio. Las concesiones argentinas favorables a Bolivia prosiguieron con las rectificaciones de 1904 (Esmoraca y Estarca) y Yacuiba, Yacuiba recién fue aceptada como boliviana (en territorio tarijeño) por el Tratado de límites Carrillo-Díez de Medina (julio de 1925).
Por la Ley N.º 3906 (9 de enero de 1900) se creó el Territorio de Los Andes. Por decreto del 12 de mayo de 1900 el Poder Ejecutivo Nacional dividió al Territorio de Los Andes en tres departamentos administrativos: Susques (norte), que limitaba con la Provincia de Jujuy; Pastos Grandes (centro), lindante con la Provincia de Salta; y Antofagasta de la Sierra (sur), limítrofe con la Provincia de Catamarca.
En 1902 la Provincia de Salta cedió una parte del Departamento de La Poma, más precisamente el sector de San Antonio de los Cobres (aproximadamente 5500 km²) por Ley N.º 4059, para que pasara a ser la capital del territorio, formándose con ella un cuarto departamento en el Territorio de Los Andes. A propósito de esta decisión, cabe señalar que en la actualidad, en la división departamental de la Provincia de Salta se advierte una extraña intrusión del territorio del actual Departamento de Los Andes en el Departamento de La Poma, imprimiendo en ese sector una suerte de "cuello de botella", resultante del hecho que la localidad de San Antonio de los Cobres jamás volvió a pertenecer a La Poma, sino que, una vez repartido el Territorio Nacional de Los Andes entre las provincias de Jujuy, Salta y Catamarca (como se señala más adelante), la parte que le correspondió a Salta -que pasó a llamarse Departamento de Los Andes- conservó a dicha localidad como su cabecera.
En 1925 la Argentina reconoce la soberanía de la localidad de Yacuiba a Bolivia, a pesar de estar al sur del paralelo que porta el límite internacional acordado, debido a que Bolivia necesitaba conservar una población en el área del Chaco.
Como consecuencia de la rectificación fronteriza debida al tratado de límites entre Argentina y Bolivia firmado el 9 de julio de 1925, y puesto en vigor el 11 de octubre de 1938 la provincia de Salta incorporó en 1941 el área de Los Toldos, hasta entonces boliviano.
En 1943 el Gobierno Nacional resolvió disolver el Territorio Nacional de Los Andes. Los departamentos de San Antonio de Los Cobres y Pastos Grandes fueron fusionados y reintegrados a la provincia de Salta, constituyendo el actual Departamento Los Andes. (Susques pasó a pertenecer a la Jujuy y Antofagasta de la Sierra a la Catamarca).
El límite con la provincia de Tucumán fue fijado mediante la Ley Nacional N.º 22264 dictada por el gobierno militar y publicada en el Boletín Oficial el 12 de agosto de 1980.

### Organización institucional y época contemporánea (1853 hasta el presente)

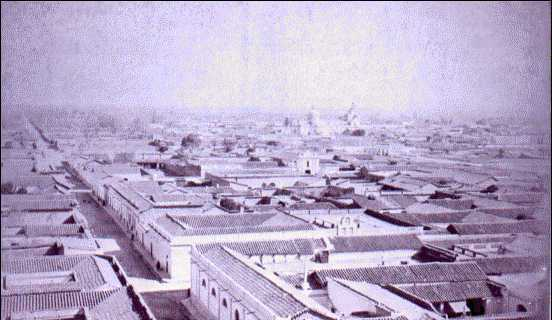
La ciudad de Salta, a fines del Siglo XIX o principios del Siglo XX, vista desde la torre de la Iglesia San Francisco

La Convención Constituyente reunida en Santa Fe, que redactó la Constitución de 1853, fue presidida por un salteño, el Dr. Facundo de Zuviría. Durante la segunda mitad del Siglo XIX se establecieron y consolidaron las instituciones del Estado Salteño (legislatura, corte, etc.) y se definieron y separaron los roles del gobierno de la Provincia de Salta y el de la ciudad de Salta, proceso en el cual se estableció la Municipalidad de la ciudad de Salta.
A fines del siglo XIX y principios del XX llegan a la Argentina millones de inmigrantes italianos y españoles, pero muy pocos se radican en Salta. Sí, en cambio, es establecen grupos de sirios, sobre todo en el este de la provincia de Salta.
A mediados del Siglo XX, los vientos del peronismo soplan con fuerza en todo el país. En la ciudad de Salta, es expropiada la sede del club Club 20 de Febrero, cuyo edificio es declarado de utilidad pública y pasa a pertenecer al gobierno provincial, como así también algunas haciendas en los Valles Calchaquíes, pertenecientes a influyentes terratenientes. Durante las décadas de '60 y '70 la provincia (y toda la región noroeste del país) era observada con recelo desde el gobierno nacional, ante la posibilidad del surgimiento de movimientos de extrema izquierda, como el Ejército Guerrillero del Pueblo.
Salta, al igual que el resto del país, vivió la dictadura militar (1976-1983) y la violencia política que le precedió. Desaparecieron unos 200 salteños, entre ellos el exgobernador justicialista Miguel Ragone.
A partir de la reinstauración de la democracia (1983) la provincia ha disfrutado de cierta calma política, mientras otras provincias del norte han sufrido constantes y repentinos cambios de gobierno. Los plazos constitucionales se han cumplido y cada cuatro años se renueva la administración. Se han sucedido los siguientes gobernadores:
- 1983-1987 Roberto Romero - PJ
- 1987-1991 Hernán Cornejo - PJ
- 1991-1995 Roberto A. Ulloa - PRS
- 1995-1999 Juan Carlos Romero - PJ
- 1999-2003 Juan Carlos Romero - PJ
- 2003-2007 Juan Carlos Romero - PJ
- 2007-2011 Juan Manuel Urtubey - Alianza FPV (PJ) - PRS
- 2011-2015 Juan Manuel Urtubey - Alianza Cambiemos (PJ) - PRS
- 2015-2019 Juan Manuel Urtubey - Alianza Cambiemos (PJ) - PRS
- 2019-presente Gustavo Sáenz - (Partido Identidad Salteña-Unión por la Patria)

## Organización política

### Constitución
La Provincia se rige por la Constitución de 1998, que reemplazó a la anterior, de 1986.
En 2003 se reformó un artículo, el referido a la elección del gobernador. Hay tres poderes: ejecutivo, legislativo y judicial:
El 20 de diciembre de 2021, la constitución provincial fue parcialmente reformada, limitando los mandatos en el poder ejecutivo y legislativo. También limito la duración de los mandatos de los jueces del poder judicial, las condiciones para la creación de municipios, etc.

#### Poder Ejecutivo
Es ejercido por el gobernador, elegido por voto popular por un período de 4 años, y que puede ser reelegido hasta por un tercer mandato consecutivo (según la reforma de 2003). En la misma fórmula también se elige al vicegobernador, quien ejerce la presidencia del Senado provincial en representación del Poder Ejecutivo. El gobernador es asistido en sus funciones por un gabinete de 10 ministros.

#### Poder Legislativo

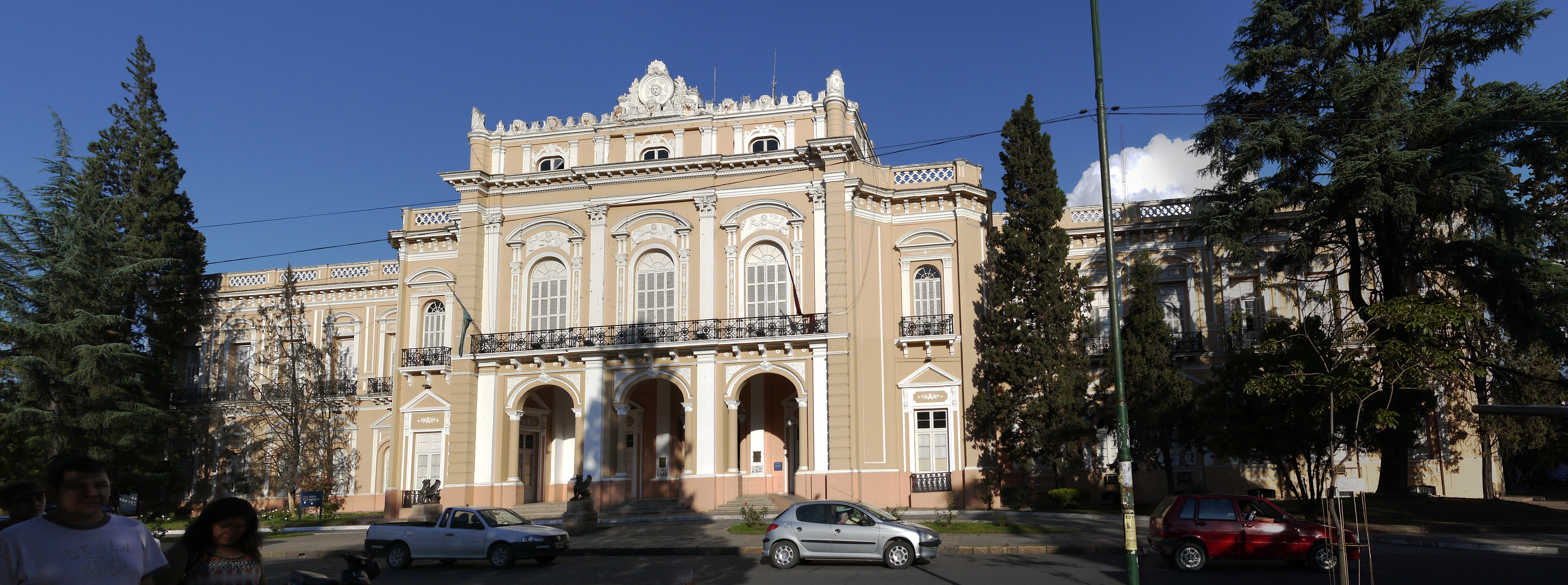
El Palacio Legislativo de Salta construido por el arquitecto Francesco Righetti.

Es ejercido por una legislatura bicameral:
- Cámara de Diputados: 60 escaños, en representación del pueblo de la Provincia
- Cámara de Senadores: 23 escaños, uno por cada departamento de la Provincia.

#### Poder Judicial
Está integrado por una corte de siete magistrados (un presidente y seis miembros).

### Sistema Electoral
Desde el año 2013, el 100% del padrón de la Provincia vota con el Sistema de Boleta Única Electrónica. Esto transforma a Salta, en la primera provincia de la Argentina en utilizar exitosamente este sistema, el cual también se utiliza desde 2015 en la ciudad de Buenos Aires.
A través de este sistema se emite un voto que cuenta con respaldo electrónico y respaldo físico (en papel). La autoridad de mesa entrega una boleta al votante, la cual está en blanco y tiene un chip sin información. El votante inserta la boleta en una computadora que presenta las listas de candidatos. El votante selecciona su voto y el mismo se imprime en la boleta y se guarda en el chip. El votante puede verificar que su voto se haya guardado correctamente con un lector de chip que presenta la máquina y viendo la impresión.

### Tratados interprovinciales
Salta forma parte de la Región del Norte Grande Argentino, cuya creación fue suscripta en la ciudad de Salta el 9 de abril de 1999 entre las provincias de Catamarca, Corrientes, Chaco, Formosa, Jujuy, Misiones, Tucumán, Salta y Santiago del Estero a fines de promover la "integración de las provincias del NOA y el NEA, a los efectos de lograr en la realidad un sistema efectivo de consenso y acción conjunta entre los estados partes".

## Demografía

### Evolución histórica
Evolución de la población hasta 1869:
- 1778: 11 565 ha.[15]
- 1820: 60 000 ha.[16]
- 1847: 60 000 ha.[17]
- 1853: 70 000 ha.[17]

| Población histórica de la Provincia de Salta | Población histórica de la Provincia de Salta | Población histórica de la Provincia de Salta | Población histórica de la Provincia de Salta | Población histórica de la Provincia de Salta |
| Año                                          | Habitantes                                   | Crecimiento Intercensal                      | Censo de población                           |                                              |
| -------------------------------------------- | -------------------------------------------- | -------------------------------------------- | -------------------------------------------- | -------------------------------------------- |
| 1869                                         | 88 933                                       | Sin cambios                                  | Censo argentino de 1869                      |                                              |
| 1895                                         | 118 015                                      | + 32,7 %                                     | Censo argentino de 1895                      |                                              |
| 1914                                         | 140 927                                      | + 19,4 %                                     | Censo argentino de 1914                      |                                              |
| 1947                                         | 290 826                                      | + 106 %                                      | Censo argentino de 1947                      |                                              |
| 1960                                         | 412 854                                      | + 41,9 %                                     | Censo argentino de 1960                      |                                              |
| 1970                                         | 509 803                                      | + 23,4 %                                     | Censo argentino de 1970                      |                                              |
| 1980                                         | 662 870                                      | + 30,0 %                                     | Censo argentino de 1980                      |                                              |
| 1991                                         | 866 153                                      | + 30,6 %                                     | Censo argentino de 1991                      |                                              |
| 2001                                         | 1 079 051                                    | + 24,5 %                                     | Censo argentino de 2001                      |                                              |
| 2010                                         | 1 214 441                                    | + 12,5 %                                     | Censo argentino de 2010                      |                                              |
| 2022                                         | 1 440 672                                    | + 18,6 %                                     | Censo argentino de 2022                      |                                              |

| EVOLUCIÓN HISTÓRICA DE LA POBLACIÓN DE LA PROVINCIA DE SALTA (según los censos argentinos) |
| ------------------------------------------------------------------------------------------ |
|                                                                                            |

Población actual:
- Censo 1991: 866,153 habitantes (Indec, 1991) (población urbana:730 652 habitantes (Indec, 1991), (población rural:135 501 habitantes (Indec, 1991).
- Censo 2001: 1 079 051 habitantes (Indec, 2001) (población urbana:961,571 habitantes (Indec, 2001), (población rural:117 480 habitantes (Indec, 2001).
- Censo 2010: 1 214 441 habitantes (Indec, 2010) (población urbana:1 057 951 habitantes (Indec, 2010), (población rural:156 490 habitantes (Indec, 2010).

Censo 2022 (Indec, 2022).
- Provincia de Salta: 1 440 672 habitantes
- Ciudad de Salta: 627 127
- Población provincial al 2025:1.500.000 hab

La población se encuentra desigualmente distribuida. La zona más densamente poblada de la provincia es el Valle de Lerma, donde se encuentra la ciudad de Salta, capital provincial. La densidad allí supera los 20 hab./km². La misma desciende a menos de 1 hab./km²en los departamentos de Los Andes y La Poma.
Analizando los censos de 1869 hasta ahora, se observa una tendencia preocupante a la concentración de la población en la capital provincial. En 1869, de un total de 88 933 habitantes en la provincia, solo 11.716 (13,17 %) vivían en la ciudad de Salta y sus alrededores. En tanto que el último censo, de 2001, de un total 1 079 051 personas en la provincia, 468 583 habitaban en el Gran Salta, lo que representa el 43,42%.

### Características sociales

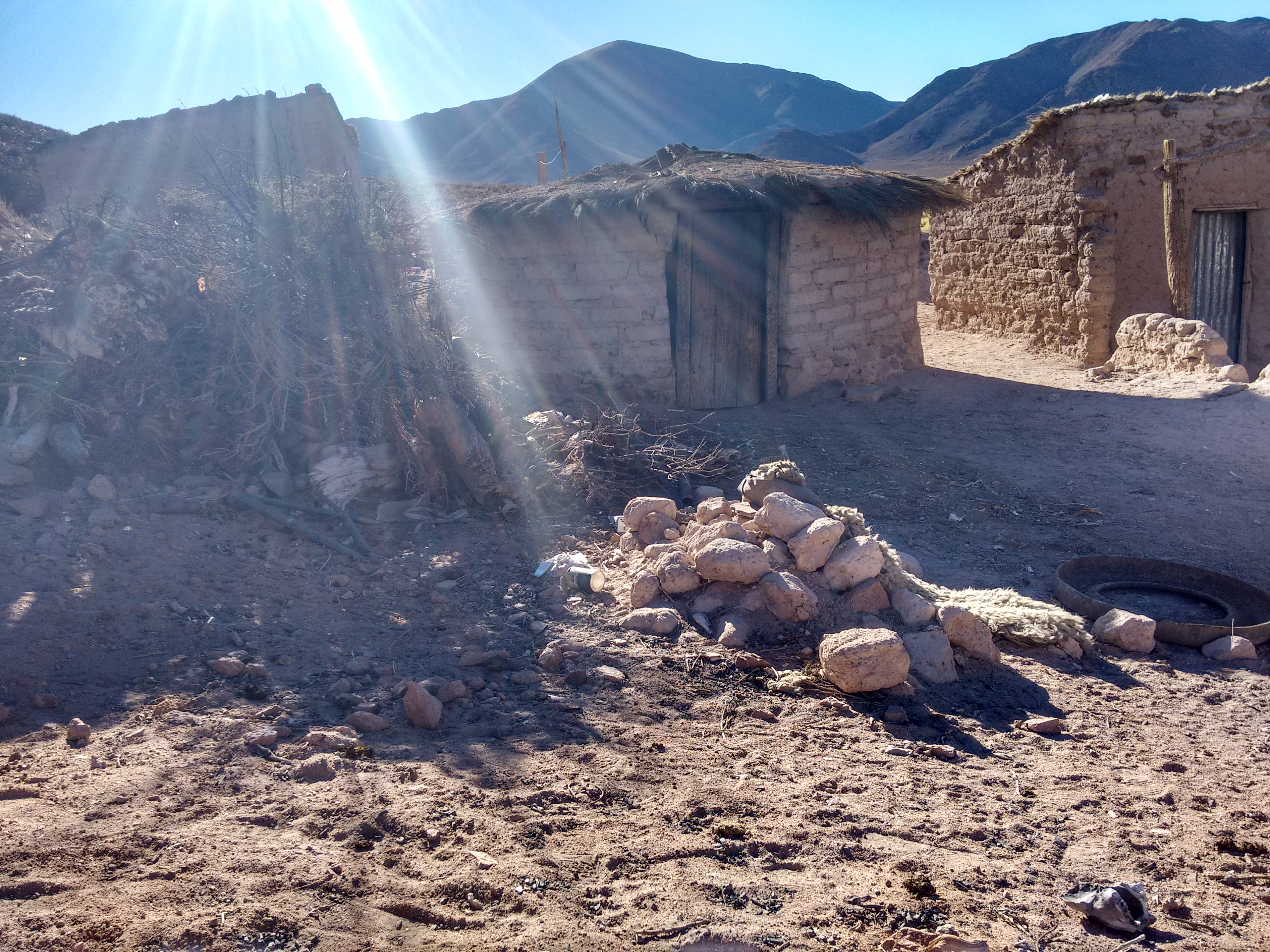
Vivienda temporaria (puesto) de los pobladores de Incahuasi. Las Cuevas. Dpto. Rosario de Lerma. Salta. Argentina. Construida con adobe y techo de paja, su altura no sobrepasa los 2 m. Tiene una sola puerta y carece de ventanas.

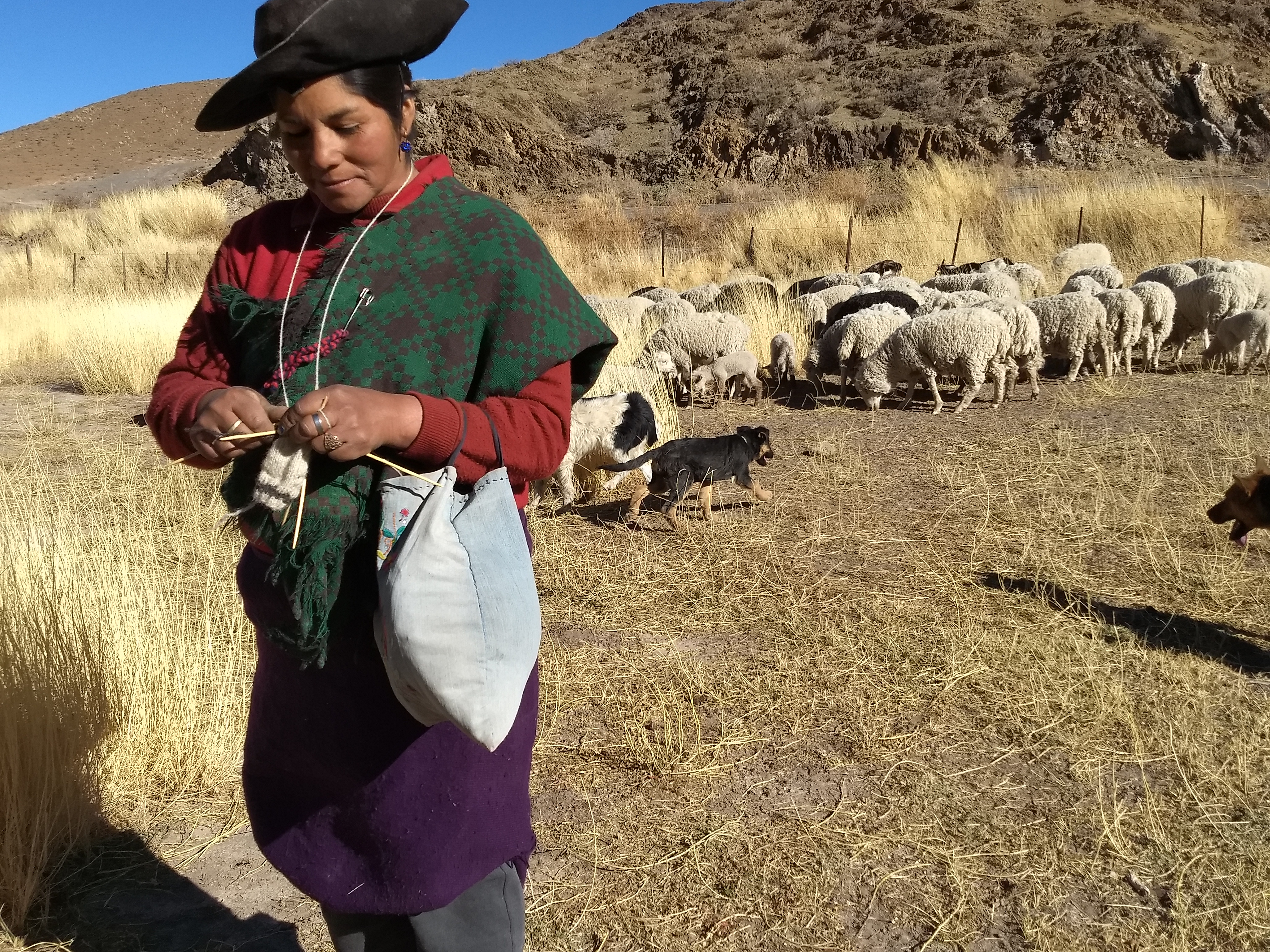
Vestimenta típica de los pobladores de Las Cuevas. Salta. Argentina

Salta, al igual que otras provincias del norte del país, es a menudo descrita como una provincia feudal debido a que aún arrastra ciertos problemas de desarrollo que la alejan de las provincias pampeanas, mucho más desarrolladas e industrializadas.
- Diferencias muy marcadas entre las clases sociales que derivan en discriminación.[20]
- Notable influencia de ciertas familias o grupos cerrados en la economía y la política.[21][22]
- Notable influencia de la Iglesia Católica en todos los ámbitos de la vida social.[23][24][25]

### Educación
No obstante algunos progresos realizados en los últimos 20 años, las estadísticas de educación en Salta aún están por debajo de los índices nacionales.
- Entre la población mayor de 10 años, el 95.33% sabe leer y escribir (la media nacional es de 97.39%)
- Entre los mayores de 15 años, el 16.9% no completó la enseñanza primaria (media nacional: 14.2%)
- De los mayores de 20 años, el 5.36% tiene un título universitario (media nacional: 5%)[26]

Sucesivos gobiernos han declarado una lucha contra el analfabetismo y la deserción escolar, pero las iniciativas chocan contra el problema del trabajo infantil, muy común en las zonas rurales, y tolerado por las mismas autoridades.
Para la educación superior existen cuatro universidades: la Universidad Nacional de Salta (sede en Salta Capital, subsedes en Orán, Tartagal, San José de Metán y Rosario de la Frontera), la Universidad Católica de Salta, la Universidad Provincial de Administración Pública (primera en su tipo en toda la Argentina, en proceso de organización); y una sede de la universidad empresarial Siglo 21, con sede en Córdoba. Existen también establecimientos de educación superior no universitaria (terciarios), que ofrecen numerosas carreras.

### Lengua
Al igual que en el resto del país, la gran mayoría de la población habla castellano. Por otra parte se han preservado muchos topónimos indígenas en toda la provincia, como así también algunas palabras, utilizadas en el habla cotidiana por todas las clases sociales: yapa (aumentar, agregar), chango (joven, niño), wawa (bebé), machado (borracho), chuschar (jalar el pelo), etc.
Especialmente en las zonas Andinas , más que nada en el Altiplano perdura hasta nuestros el Quechua  junto al aimara.
En la región oriental de Salta, limítrofe con Chaco y Formosa, que hace relativamente poco tiempo fue incorporada a la provincia, hay miles de indígenas que aún hablan sus idiomas ancestrales. Los dos grupos principales son el wichí (hablado por unas 90 000 personas) y el chiriguano, un dialecto del guaraní (utilizado por unas 40 000 personas).

### Religión
La mayoría de la población (alrededor del 91%) adhiere a la Iglesia católica. Pero mientras que las clases alta y media profesan el catolicismo formal, los habitantes de zonas rurales suelen profesar un catolicismo sincrético, hibridado con antiguas creencias ancestrales indígenas. Aún perviven, en la provincia, el culto a la Pachamama, y no es inusual ver, en la sala de algunas casas, la figura de un Ekeko.
Los inmigrantes sirios y libaneses llegados a principios del siglo XX introdujeron el cristianismo ortodoxo del rito antioquiano, que cuenta con un importante número de adeptos en Salta, Tartagal y otras ciudades importantes.
Los protestantes, en sus diferentes expresiones, tienen también una presencia destacable. Hay anglicanos, metodistas, luteranos, pentecostales, Adventistas del Séptimo Día, etc.
La congregación cristiana de los Testigos de Jehová representa 0,46% de devotos de la provincia, lo cual es minoría del total de la población. Sus centros de reuniones se centran en la capital, pero también hay en el interior de la provincia, organizan asambleas para invitar a los habitantes y hacen predicación de casa en casa con publicaciones en idiomas originarios como el quechua y aimara para las personas que no hablan el español. 
También hay un número considerable de mormones.
La comunidad judía salteña está bien organizada, y cuenta con un rabino para sus oficios religiosos. 
Existen también pequeños grupos de musulmanes , budistas (inmigrantes de origen chino y coreano), y en Rosario de la Frontera, donde se radicaron numerosos inmigrantes de la India, hay, incluso, una pequeña comunidad sikh.

### Ciudades principales

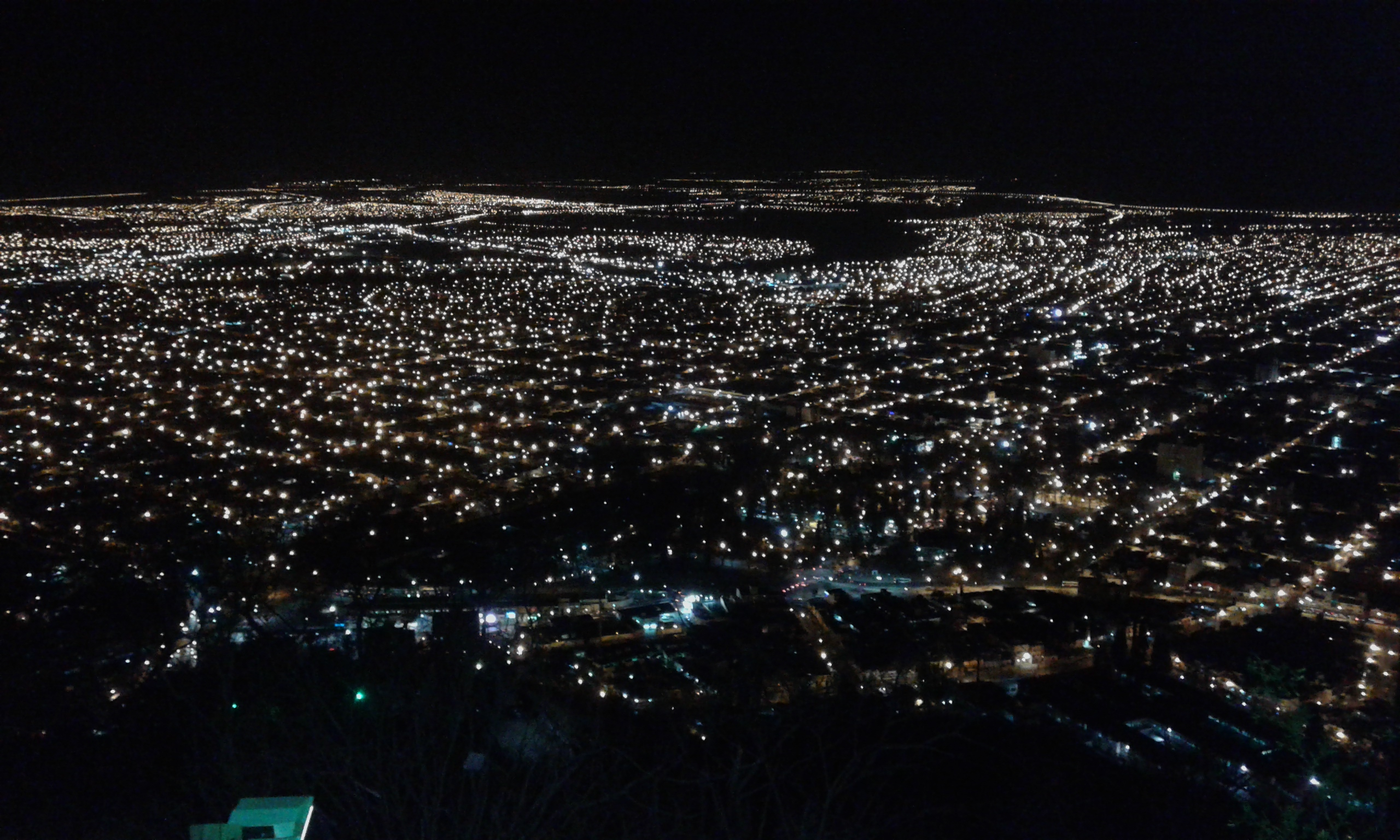
Vista nocturna de la ciudad de Salta, la mayor de la provincia.

Los principales centros urbanos de la provincia, de acuerdo con los datos del 2021, son:
| Posición | Ciudad   | Departamento | Población (2025)     |
| -------- | -------- | ------------ | -------------------- |
| 1        | Salta    | Capital      | 750 000 hab año 2021 |
| 2        | Orán     | Orán         | 80 000 hab año 2021  |
| 3        | Tartagal | San Martín   | 70 000 hab año 2021  |

### Comunidades inmigrantes

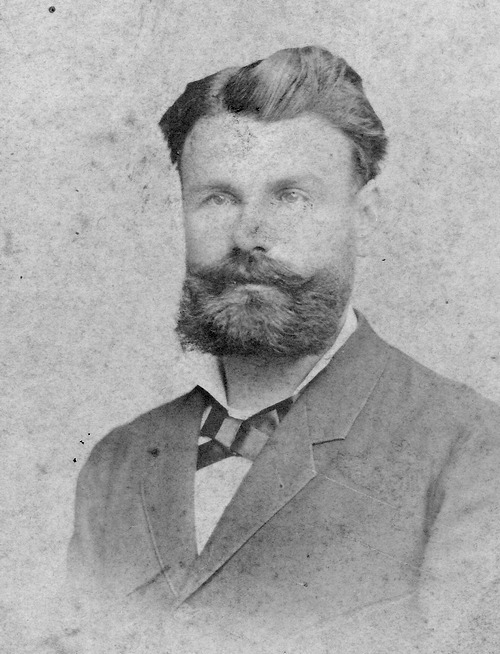
José Enrique Rauch fue un ingeniero civil y arquitecto alemán radicado en la Provincia de Salta.

Salta, al igual que el resto del país, ha recibido inmigrantes, principalmente españoles y en menor medida italianos y árabes, aunque en menor escala que otras provincias. Mientras que otras provincias recibieron una mayoría de inmigrantes europeos, en Salta se produjo una ola migratoria, principalmente de origen hispanoamericano, destacándose la comunidad boliviana, cuya colectividad supera las 200.000 personas.

### División administrativa
La capital de la provincia es la ciudad de Salta.
La provincia se divide administrativamente en 23 departamentos, subdivididos en 60 municipios.
Véase: Anexo:Municipios de la provincia de Salta y Organización municipal de la provincia de Salta

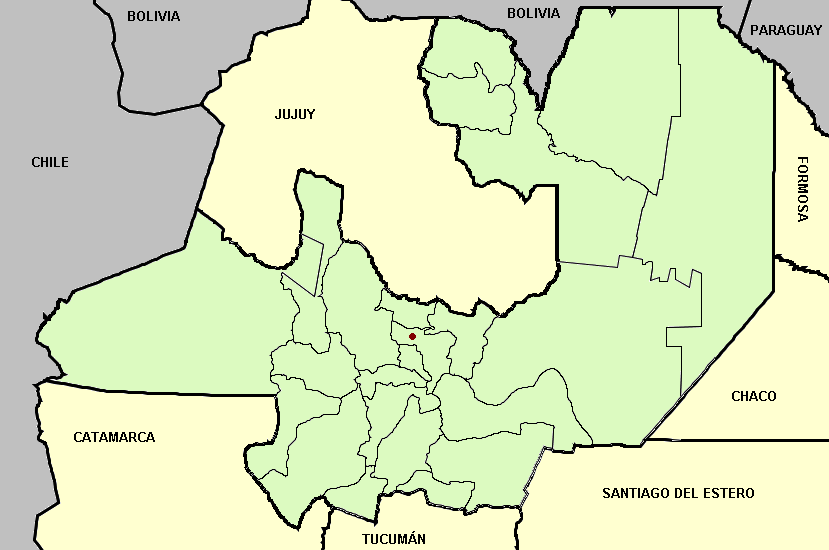
División administrativa de la provincia de Salta y su capital

| Mapa | Departamento                            | Superficie (km²) | Población (censo de 2022) | Municipios (en negrita: cabeceras departamentales)                                             |
| ---- | --------------------------------------- | ---------------- | ------------------------- | ---------------------------------------------------------------------------------------------- |
|      | Departamento de Anta                    | 21945            | 70170                     | Apolinario Saravia El Quebrachal General Pizarro Joaquín Víctor González Las Lajitas           |
|      | Departamento de Cachi                   | 2925             | 8948                      | Cachi Payogasta                                                                                |
|      | Departamento de Cafayate                | 1570             | 17829                     | Cafayate                                                                                       |
|      | Departamento de la Capital              | 1722             | 627704                    | Salta Villa San Lorenzo                                                                        |
|      | Departamento de Cerrillos               | 640              | 55949                     | Cerrillos La Merced                                                                            |
|      | Departamento de Chicoana                | 910              | 24729                     | Chicoana El Carril                                                                             |
|      | Departamento de General Güemes          | 2365             | 56166                     | Campo Santo El Bordo General Güemes                                                            |
|      | Departamento General José de San Martín | 16257            | 178004                    | Aguaray Embarcación General Ballivián General Mosconi Profesor Salvador Mazza Tartagal         |
|      | Departamento de Guachipas               | 2785             | 3491                      | Guachipas                                                                                      |
|      | Departamento de Iruya                   | 3515             | 6118                      | Iruya Isla de Cañas                                                                            |
|      | Departamento de La Caldera              | 867              | 12299                     | La Caldera Vaqueros                                                                            |
|      | Departamento de La Candelaria           | 1525             | 7205                      | El Jardín El Tala La Candelaria                                                                |
|      | Departamento La Poma                    | 4447             | 1789                      | La Poma                                                                                        |
|      | Departamento La Viña                    | 2152             | 8900                      | Coronel Moldes La Viña                                                                         |
|      | Departamento de Los Andes               | 25636            | 7182                      | San Antonio de los Cobres Tolar Grande                                                         |
|      | Departamento de Metán                   | 5235             | 48245                     | El Galpón San José de Metán Río Pîedras                                                        |
|      | Departamento de Molinos                 | 3600             | 5820                      | Molinos Seclantás                                                                              |
|      | Departamento de Orán                    | 11892            | 160642                    | Aguas Blancas Colonia Santa Rosa Hipólito Yrigoyen Pichanal San Ramón de la Nueva Orán Urundel |
|      | Departamento de Rivadavia               | 25951            | 38113                     | Rivadavia Banda Norte Rivadavia Banda Sur Santa Victoria Este                                  |
|      | Departamento de Rosario de la Frontera  | 5402             | 33809                     | El Potrero Rosario de la Frontera                                                              |
|      | Departamento de Rosario de Lerma        | 5110             | 51028                     | Campo Quijano Rosario de Lerma                                                                 |
|      | Departamento de San Carlos              | 5125             | 7798                      | Angastaco Animaná San Carlos                                                                   |
|      | Departamento Santa Victoria             | 3912             | 9413                      | Los Toldos Nazareno Santa Victoria Oeste                                                       |

### Deportes
En Salta, al igual que en el resto de la Argentina, el fútbol es el deporte más popular. Los clubes más importantes de la provincia son: Gimnasia y Tiro, Central Norte, y Juventud Antoniana;  quienes en algún momento de su historia llegaron a participar de la primera división. El estadio de mayor envergadura es el Gigante del Norte, con capacidad máxima de 30 000 espectadores (oficialmente 20 000). En el mismo se enfrentó la Selección Argentina contra Marruecos, partido en el que jugó Diego Maradona. En 2001 se inauguró el estadio Padre Ernesto Martearena; con capacidad para 23 408 espectadores; ha albergado la Copa Mundial de Fútbol Juvenil de 2001, y la Copa América 2011.Si bien varios jugadores salteños llegaron a integrar parte del Seleccionado, Alberto Chividini es el único que ha logrado consagrarse campeón con Argentina (Campeonato Sudamericano 1929), y el único en disputar un mundial (Uruguay 1930).
A mediados del siglo XX, el béisbol empezó a ganar gran cantidad de adeptos. Salta es potencia en este deporte, al punto de que la mayoría de los jugadores del Seleccionado Argentino son salteños. Algunos talentos incluso, han probado suerte en el exterior, con notable éxito.
Otro de los deportes populares de la provincia, es el rugby. A pesar de que la provincia tiene pocos equipos, la selección de la Unión de Rugby de Salta es una de las más fuertes del país, estando en la Zona Campeonato del Campeonato Argentino de Rugby. Los equipos más representativos a nivel clubes de la provincia son Tiro Federal, Jockey Club, y Universitario.
En Natación, se considera a Salta como una potencia regional.En natación, se destaca la presencia de Roberto Strelkov, quien participó en los Juegos Olímpicos de la Juventud de Singapur 2010, y en los Juegos Panamericanos de Lima 2019. 
Recientemente, el Baloncesto creció en popularidad. Salta Basket, fundado en 2014, participó en La Liga (primera división), y llegó a competir en torneos internacionales. Actualmente disputa La Liga Nacional (segunda división). El Tribuno Basket, se encuentra en tercera división.
Otro deporte con gran número de seguidores es el hockey, Valentina Raposo es una figura destacada en el mismo.
En motociclismo, destaca la presencia de Kevin Benavides, primer campeón latinoamericano del Rally Dakar tras consagrarse en la edición Arabia Saudita 2021.
El Autódromo de Salta, inaugurado en 1974, ha albergado carreras de los principales campeonatos nacionales de automovilismo, tales como el Turismo Carretera, TC 2000, Top Race, y Turismo Nacional. En motociclismo, se destaca Kevin Benavides, quien participó en el Campeonato Mundial de Enduro, y en el Rally Dakar.
La fisiografía del territorio, hace que los deportes extremos de aventura sean muy practicados.
El volcán Llullaillaco, en el límite con Chile, es la máxima elevación de la provincia, y la sexta del país. El Socompa también sobrepasa los 6000 m s. n. m., y hay otras 10 montañas que superan los 5000 m s. n. m. Los cultores del montañismo, por lo tanto, son muchos, y se nuclean en torno a clubes muy bien organizados. El salteño Mariano Merani escaló hasta la cima del Cho Oyu, en el Himalaya en 1998, y otro salteño, Christian Vitry, llegó hasta la cumbre del Dhaulagiri, en la misma cordillera, en 2008.
En el cañón del río Juramento se puede practicar el ráfting, sin embargo esta actividad está bastante más difundida entre los turistas.
La caza, y la pesca deportiva, están estricamente reguladas; y los aficionados deben informarse oportunamente con las autoridades sobre licencias y períodos de veda.

## Geografía
Salta tiene la forma de una herradura, y en su extenso territorio hay gran diversidad de relieve, climas, flora y fauna. Sus límites están precisos, en gran parte, salvo por algunas disputas de límite que aún mantiene con las provincias de Catamarca (Salar del Hombre Muerto) y Jujuy.

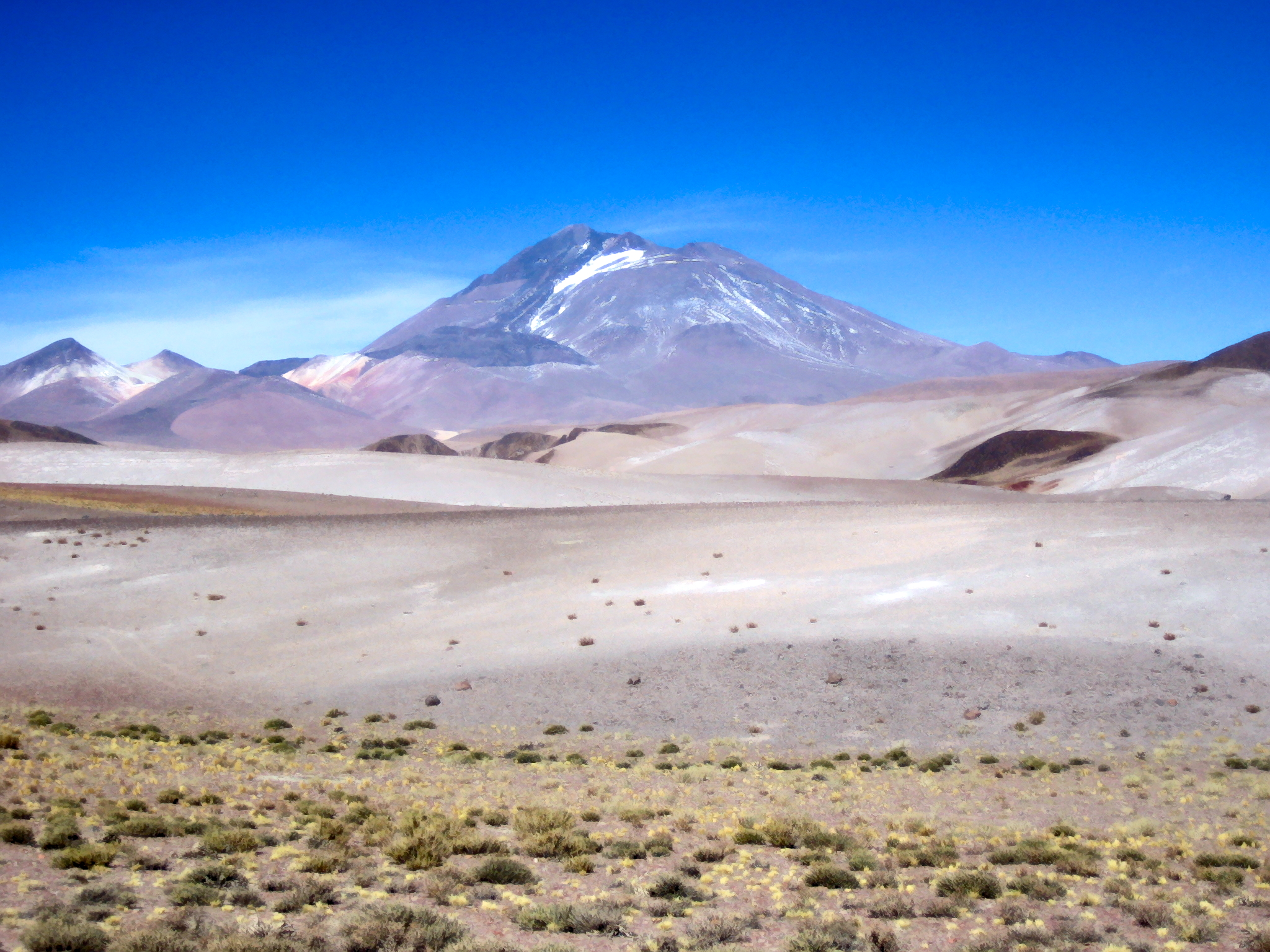
El estratovolcán Llullaillaco (6739 m s. n. m.), donde se encontraron 3 niños incas congelados en perfecto estado de conservación.

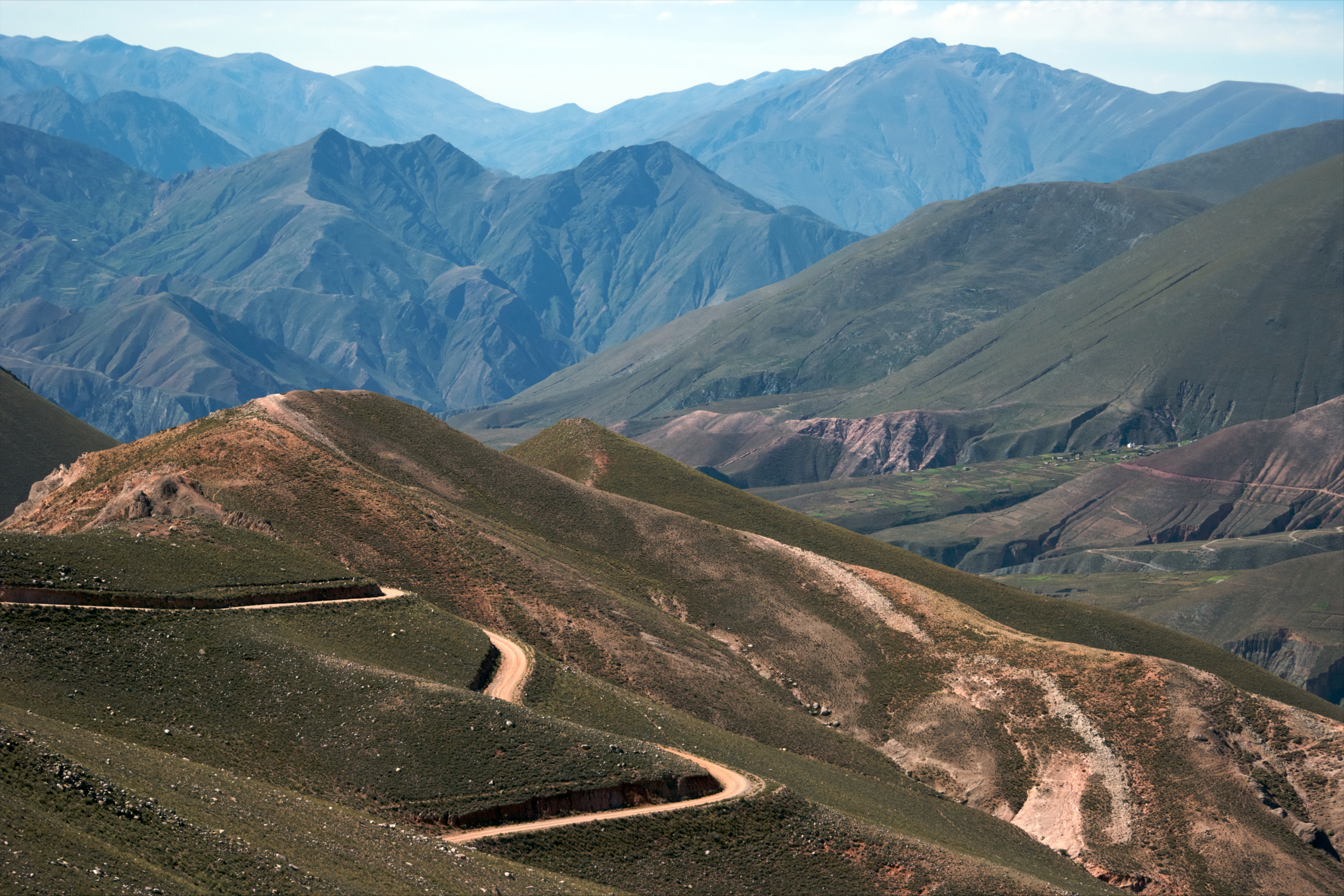
Camino a la localidad de Iruya, en el norte de la provincia.

Conocer el Relieve de Salta

### Aspectos geográficos

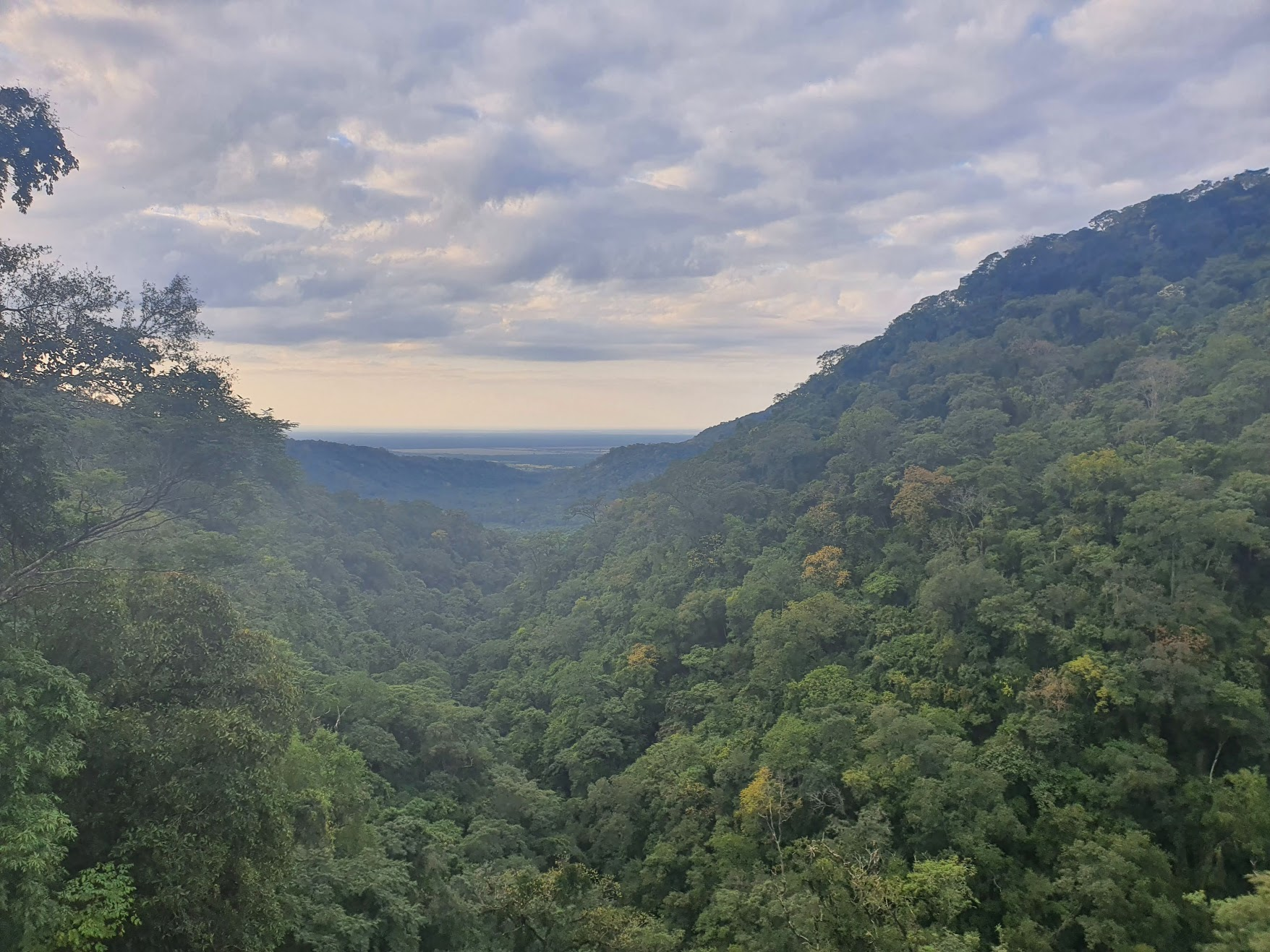
La Reserva provincial Acambuco en las Yungas.

Se distinguen cinco paisajes diferenciados, de oeste a este:
- Cordillera Occidental El cordón Occidental se adosa al Altiplano, es el más elevado y presenta las cumbres cubiertas de hielo hasta los 5000 m sobre el nivel del mar. Por debajo del nivel de las nieves se observan circos glaciarios de la última glaciación.
- Puna o Altiplano  (al oeste). Se caracteriza por la altura, el clima árido y su escasa cantidad de habitantes. Esta región denominada puna de Atacama (norte argentino, junto al norte de Chile y oeste de Bolivia) está considerado como un paraíso astronómico donde se asientan más del 50% de los telescopios más grandes del planeta, así como también se destaca por concentrar 13 de los 15 salares más grandes del mundo (aproximadamente 50.000 km²); tres de los cuales se encuentran dentro de la provincia de Salta: uno íntegramente en el territorio (Arizaro); un segundo (Salar del Hombre Muerto) compartido con la provincia de Catamarca y un tercero (Salinas Grandes) con la provincia de Jujuy.

También, en el nexo entre la Puna y la región valliserrana se ubica la gran Quebrada del Toro donde se encuentra la localidad de San Antonio de los Cobres.
- Cordillera Oriental (en el centro-oeste). Presenta dos ambientes:
  - el cordón occidental: es más elevado y está formado por varios cordones como el Nevado de Acay.
  - el cordón oriental: es más bajo y sin cumbres nevadas. Entre estos últimas se encuentran valles y quebradas, como la citada quebrada del Toro, los Valles Calchaquíes y el valle de Lerma. Esta zona es la más densamente poblada y en donde está emplazada la capital.
- Sierras Subandinas (en el centro-este). Presenta un paisaje húmedo y selvático con frecuentes yungas, en donde se desarrolla un clima tropical serrano.
- Llanura Chaqueña (al este). Presenta un relieve bajo. Esta zona, denominada "Chaco salteño", tiene un clima tropical con estación seca, biomas de bosque y monte, con baja densidad de población.

### Actividad sísmica
La actividad sísmica del área de Salta es frecuente y de intensidad baja, con un silencio sísmico de terremotos medios a graves cada 40 años.
- Sismo de 1930: aunque dicha actividad geológica catastrófica ocurre desde épocas prehistóricas, el terremoto del 24 de diciembre de 1930 (94 años),[45] señaló un hito importante dentro de la historia de eventos sísmicos jujeños, con 6,4 Richter. Pero nada cambió extremando cuidados o restringiendo códigos de construcción.[44]
- Sismo de 1948: el 25 de agosto de 1948 (76 años) con 7,0 Richter, destruyó edificaciones y abrió numerosas grietas en inmensas zonas[45][44]
- Sismo de 2010: el 27 de febrero de 2010 (15 años) con 6,1 Richter
- Sismo de 2019: el 15 de julio de 2019 (5 años) con 4,0 Richter

### Clima y flora

Mapa climático de la Provincia de Salta según la clasificación climática de Köppen.

Se observan climas y paisajes contrastados principalmente según la altitud: en la región occidental (la más elevada) predomina un clima árido y frío con bruscas variaciones térmicas entre el día y la noche (e incluso si se pasa de un lugar asoleado a un lugar bajo sombra), durante el siglo XX la desertificación se ha agravado quedando la vegetación natural casi reducida a manchones de plantas xerófilas y psamófilas como la achaparrada tola que forma "colchones" o los grandes cactos llamados cardones, en la Puna y en las quebradas más secas se encuentran remanentes de un antiguo bosque de árboles bajos (churquis y queñoas), en la zona de los valles Calchaquíes apenas quedan vestigios de los densos bosques de algarrobos criollos (o “tacos”).
En la zona de los valles latitudinales, los vientos húmedos del Océano Atlántico señalan una transición hacia el clima tropical húmedo, formándose en las laderas orientales una densa nimbosilva y pluvisilva que corresponde al bioma de yungas, con una enorme variedad de especies, entre las que se destacan los jacarandás (o tarcos), tipas, cebiles, molles, zapallos caspis, urundeles, guayabos etc, mientras que el este, ya en la región del Chaco Salteño se forman bosques de árboles caducifolios adaptados a las alternancias estacionales de sequías (en invierno) y “temporada lluviosa” (en verano) con ejemplares de chañares, lapachos, quebrachos, guayacán, yuchán, ñandubay, vinal y palmas o palmeras como la timbó y caranday.
En algunas regiones de Salta, en particular en las yungas, es común la práctica de la deforestación para la utilización agrícola de las tierras. Por este motivo, algunas organizaciones ecologistas en Argentina actualmente buscan la creación de leyes que regulen la utilización de las zonas selváticas a nivel nacional.

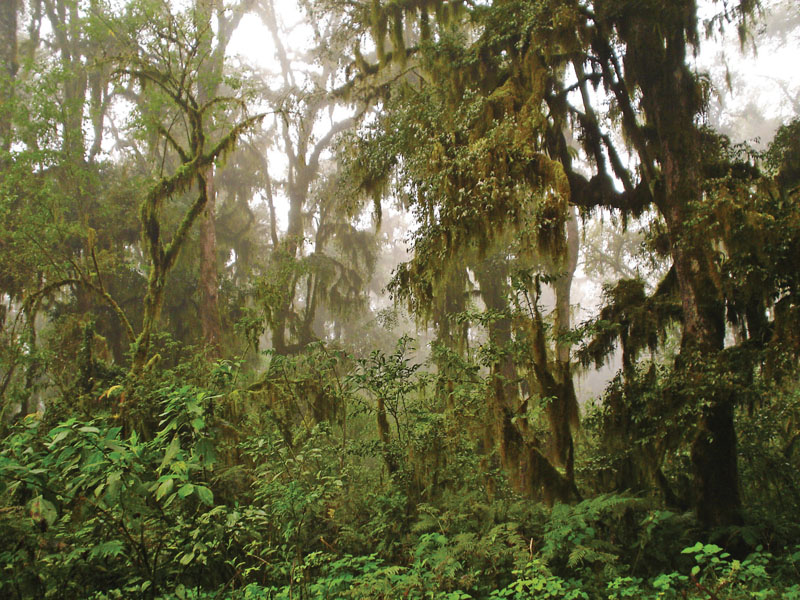
Yungas en provincia.

### Recursos hídricos
Con excepción de algunas zonas de la Puna, que forman cuencas endorreicas, la mayor parte de la provincia de Salta se encuentra dentro de la cuenca del Plata.
Merced a las elevadas altitudes (que rondan los 6000 m s. n. m.) de los cordones andinos con, pese a la latitud, nieves eternas y a la condesación de la humedad atmosférica en forma de una bruma sobre las laderas más orientales, la provincia de Salta posee importantes cursos de agua, aunque heterogéneamente distribuidos en el territorio. Los tres ríos más importantes y caudalosos son el Pilcomayo, el Bermejo, (tributarios del Paraguay) y el Juramento (llamado Salado en la vecina Santiago del Estero, tributario del Paraná). Afluentes de estos son el río Grande de Tarija, Itaú, Yocavil, Horcones, el Metán, etc. A ellos se les suman enorme cantidad de ríos menos prolongados, arroyos y arroyuelos, que descienden de los faldeos orientales andinos. Aprovechando la presencia de tal red fluvial se han construido algunos embalses con usinas hidroeléctricas como en Cabra Corral y el dique El Tunal.
Además de los ríos y arroyos, la provincia de Salta posee importantes lagunas, especialmente en el sector puneño, pero la extendida desertificación ha transformado a gran parte de tales lagunas en extensos salares como los de Arizaro, Pocitos, Barreal, Quirón, Tolillar, Rincón, Incahuasi, Antofalla, Ratones, Llullaillaco etc. Algunas de las singularidades de tales lagunas–salares son la frecuentemente altísima alcalinidad de sus aguas y el hecho de que constituyan el núcleo de cuencas endorreicas. Por otra parte, en el Chaco Salteño existen amplios humedales como los bañados de Los Colorados y los esteros del Quirquincho.

## Economía

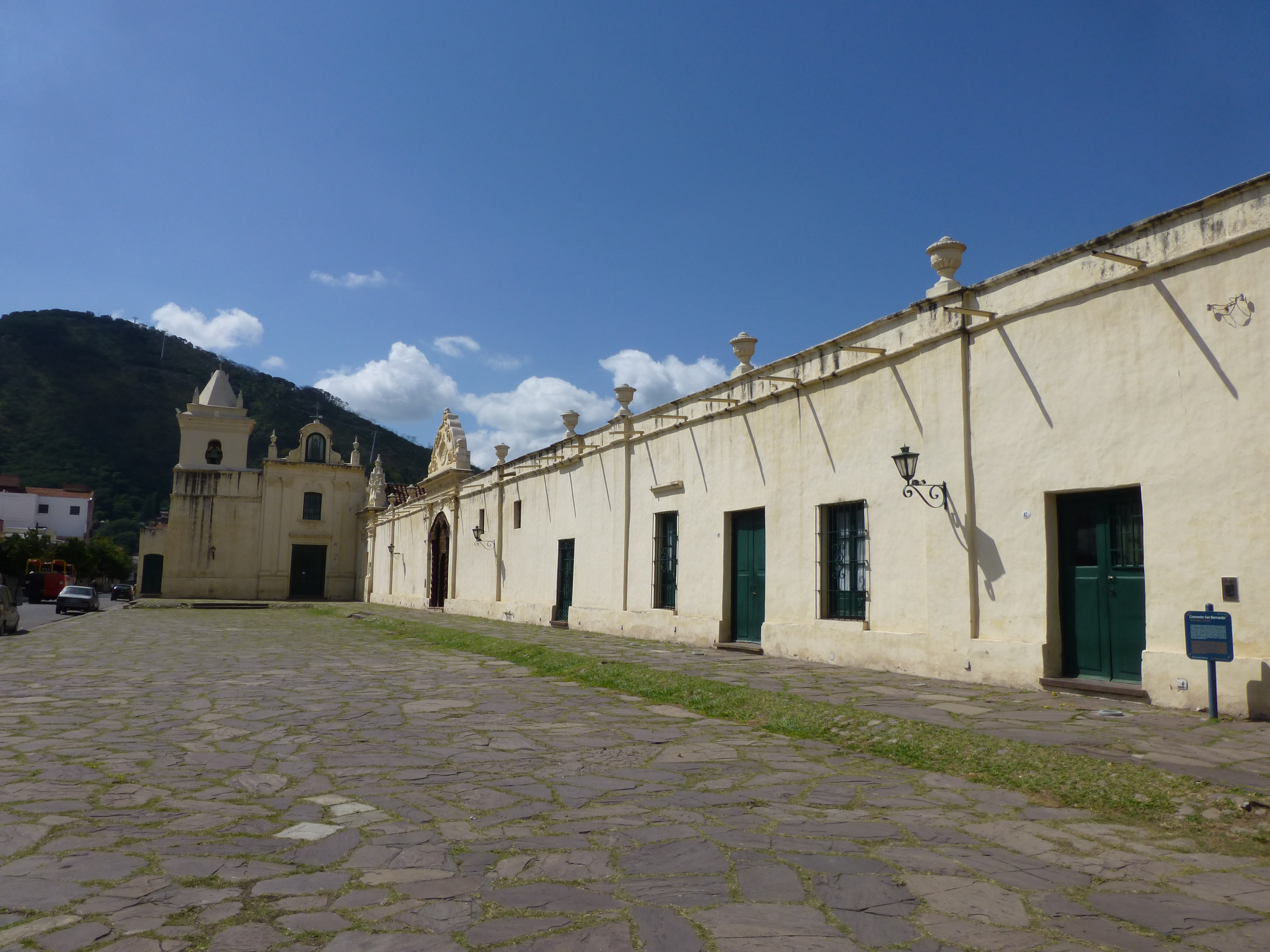
Convento de San Bernardo, importante lugar turístico de la provincia de Salta.

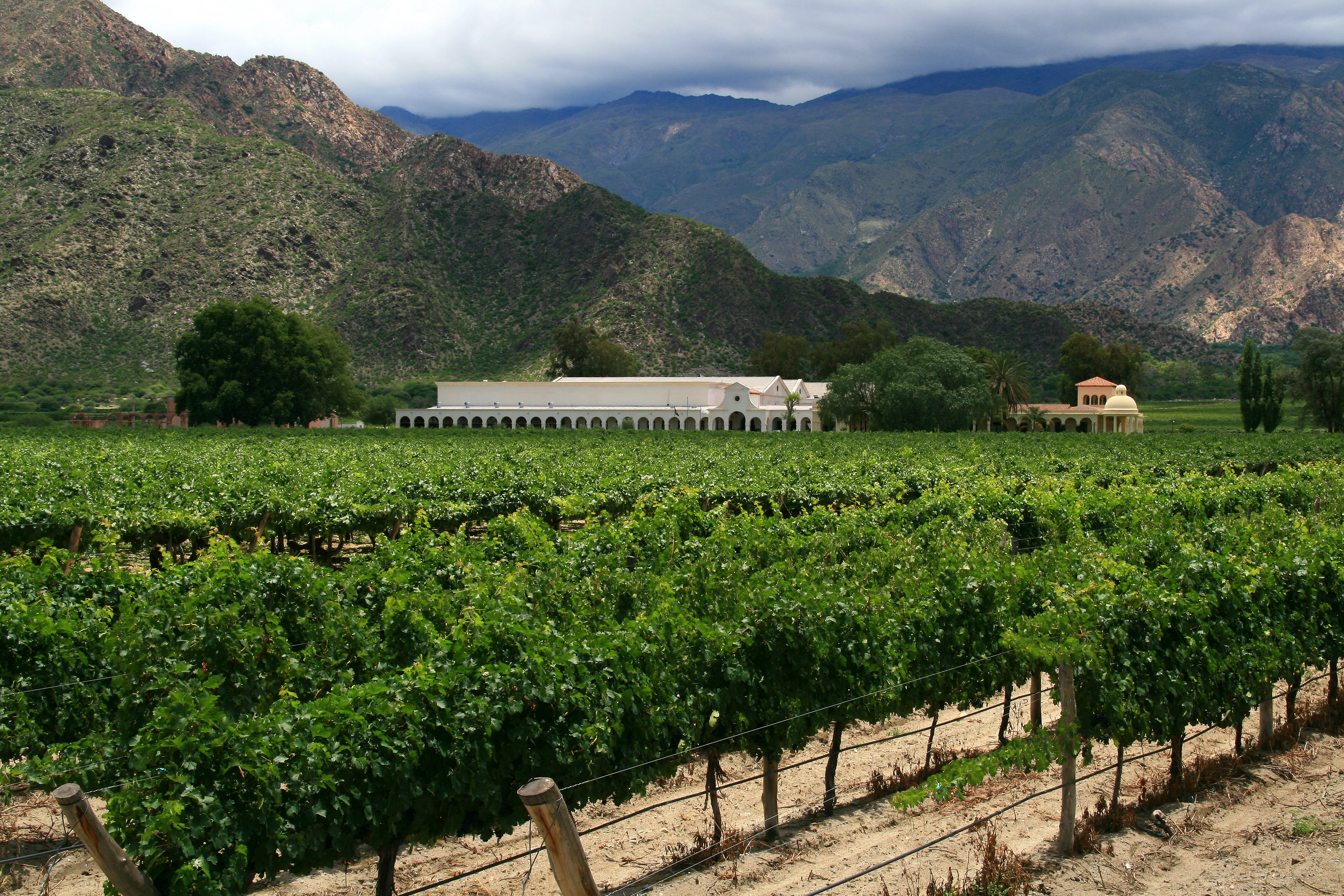
Un viñedo en cercanías de la localidad de Cafayate

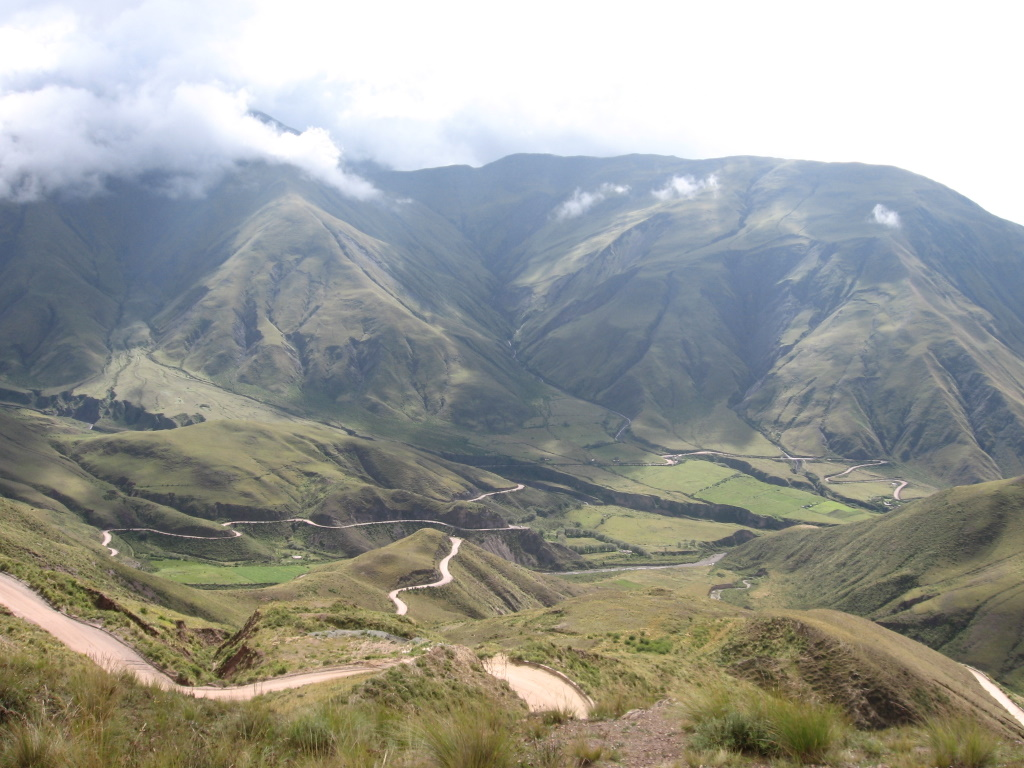
Cuesta del obispo, camino a Cachi.

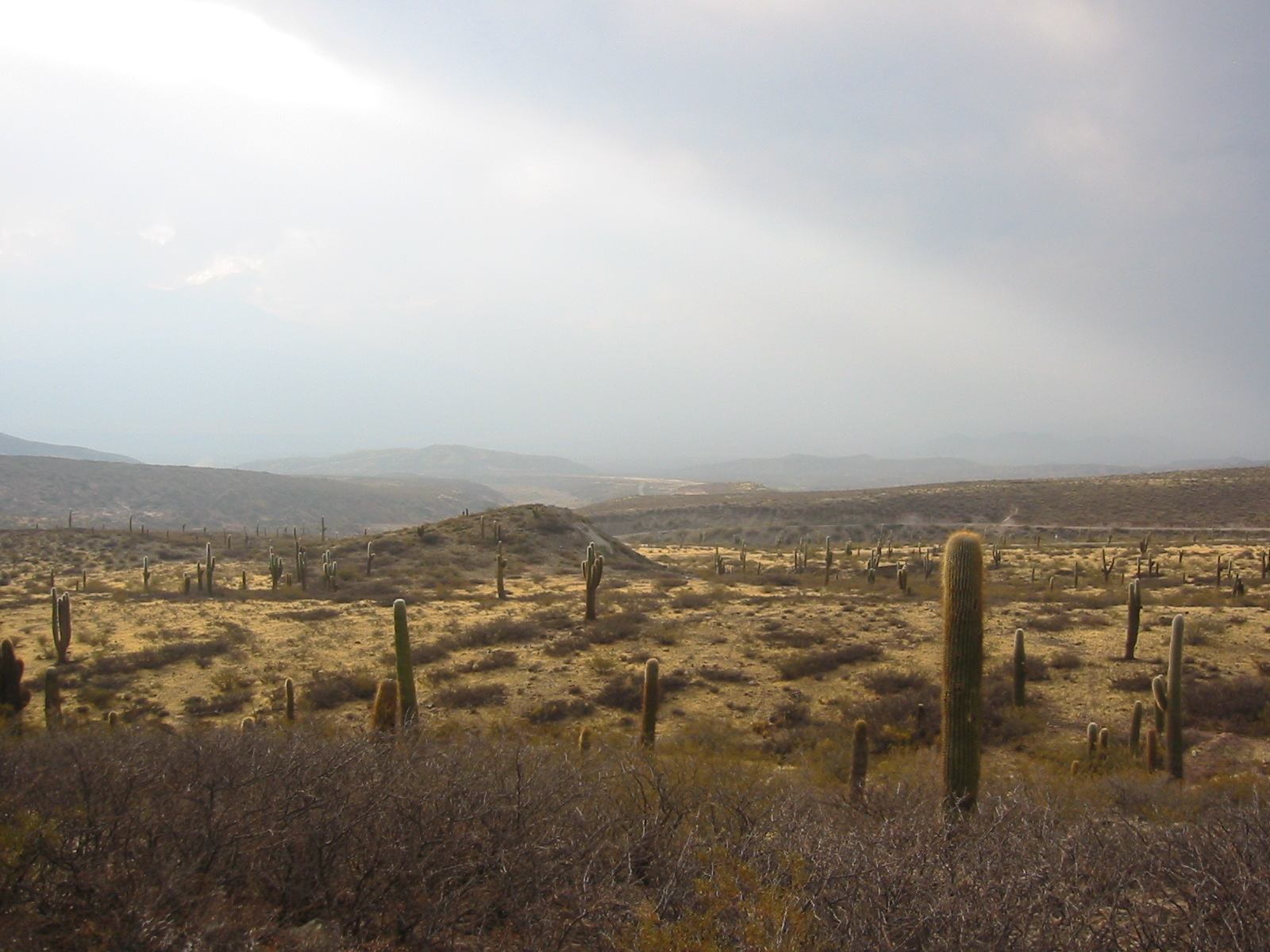
El parque nacional Los Cardones posee en sus 64.117 hectáreas, una gran cantidad de vegetación prepuneña característica de la provincia, además de cantidad de restos paleontológicos de importancia y pisturas rupestres

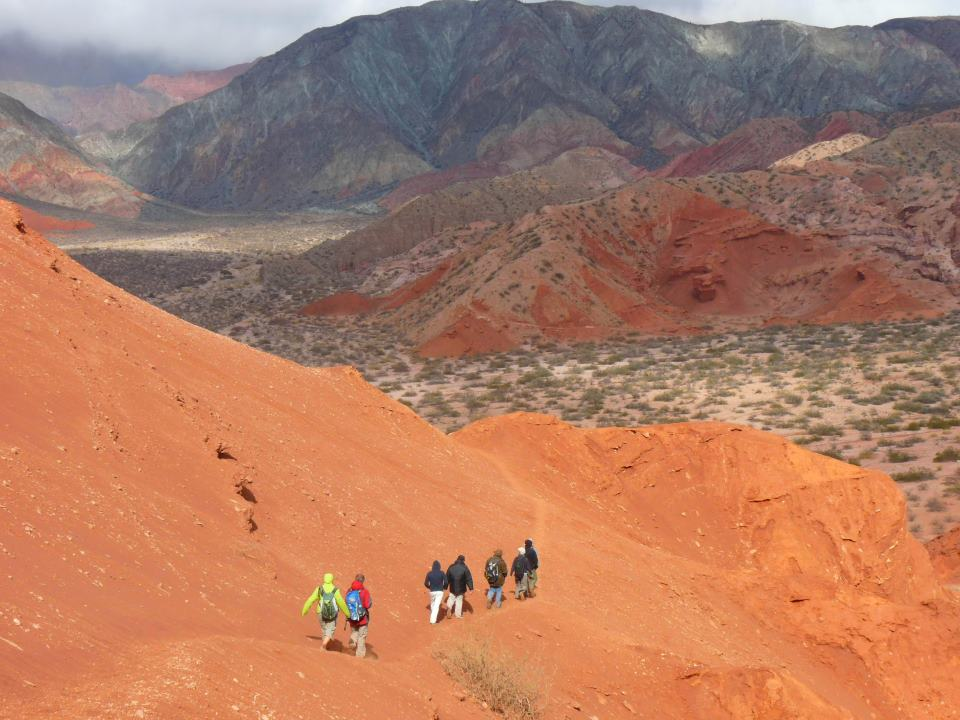
Tour por la Quebrada de las Conchas.

Las actividades económicas de la provincia representan, en conjunto, aproximadamente el 1% del PBI de la Argentina. Pero si se considera que la población de Salta es algo superior al 3% de la población del país, ello significa que el PBI per cápita de la provincia está muy por debajo de la media nacional. Uno de los principales problemas de Salta es la llamada "economía informal" o "en negro." En las zonas rurales, muchos habitantes trabajan en negocios o explotaciones agrícolas no registrados. Y en la capital provincial pueden verse millares de "vendedores ambulantes." Según estadísticas del INDEC de marzo de 2009, el empleo en negro en Salta es el cuarto más alto del país.

### Actividades primarias
La base de la economía está dada por cultivos industriales como el cacao café, tabaco, chirimoya, caña de azúcar, banana, mango, papaya, cítricos (pomelo), legumbres (porotos y soja), hortalizas (las que se producen todo el año), vid, ajíes, cebollas, papas y algodón, mientras que aún se mantiene a nivel de agricultura de subsistencia un promisorio cultivo para la región puneña: el de la quinoa.

La ganadería se encuentra representada por la cría de ganado vacuno en la región del valle de Lerma y las zonas despejadas de la región chaqueña, por otra parte es frecuente la presencia de caprinos en las zonas montañosas y se mantiene como un valioso recurso la cría de auquénidos (en particular la vicuña) en las zonas de mayor altitud y aridez, mientras que la cría de caballos es reducida aunque los ejemplares de caballo salteño suelen tener merecida fama por su resistencia.
La minería y la producción de hidrocarburos (petróleo, butano) tienen gran importancia, sobre todo en el norte del Chaco Salteño, contando con una de las mayores reservas mundiales de gas de lutita en el yacimiento gasífero Los Monos. En la región de la Puna hay ricos yacimientos de diversos minerales (oro, cobre, plomo, plata, estaño, litio, bórax, salitre, potasio, etc.), aún sin explotar o que recién se han comenzado a explotar.

### Industrias
Las pocas industrias existentes están directamente relacionadas con las actividades agrícola-ganaderas locales: azúcar y sus subproductos (en el norte de la provincia), vino (en los valles calchaquíes), cervezas, lácteos y pastas (en el valle de Lerma), etc. En años recientes, la radicación de numerosas firmas extranjeras ha introducido tecnología de punta en la actividad vitivinícola. Hoy, por ejemplo, el azúcar y el vino se exportan a Europa y los Estados Unidos, y en el caso del vino salteño, goza de una excelente reputación a nivel internacional.
También guardan relación las manufacturas locales con las actividades mineras: en el norte hay refinerías de petróleo y gas natural. El bórax que se extrae en el Valle de Lerma se utiliza en la fabricación de detergente, etc.
Muchas industrias aún tienen un carácter muy artesanal, y se destinan al mercado local: queso de cabra, quesillos, indumentaria de cuero, etc.

### Turismo y servicios
En la capital provincial y las principales localidades gran parte de la población se dedica al sector de servicios: comercio, bancos , educación, salud, transporte, comunicaciones, gastronomía y entretenimiento, etc. El turismo ha cobrado gran importancia, y se han abierto numerosos hoteles, algunos de gran categoría.

### Destinos turísticos
(las distancias tienen como punto de referencia la plaza central (plaza 9 de julio) de la ciudad de Salta -km 0-)
- Cafayate -Museo de la Vid y el Vino- (186 km) - `Quebrada de las Conchas - Quebrada de Las Flechas
- Iruya (315 km)
- Salinas Grandes (73 km desde San Antonio de Los Cobres  por ruta provincial 38)
- Valles Calchaquíes
- Tren a las Nubes
- Embalse de Cabra Corral (84 km) y Embalse El Tunal (184 km)
- Cuesta del obispo - Cachi (157 km) - parque nacional Los Cardones (122 km)
- Molinos (206 km) - Valle de Las Cuevas - Laguna de Brealito
- Ruinas de Tastil (106 km), San Antonio de los Cobres (160 km) y Viaducto La Polvorilla (20 km desde San Antonio de los Cobres)
- Termas de Rosario de la Frontera (174 km)
- La Caldera (22 km —a Jujuy por camino de cornisa se atraviesa las Yungas—)- Embalse Campo Alegre (a 5 km de La Caldera)

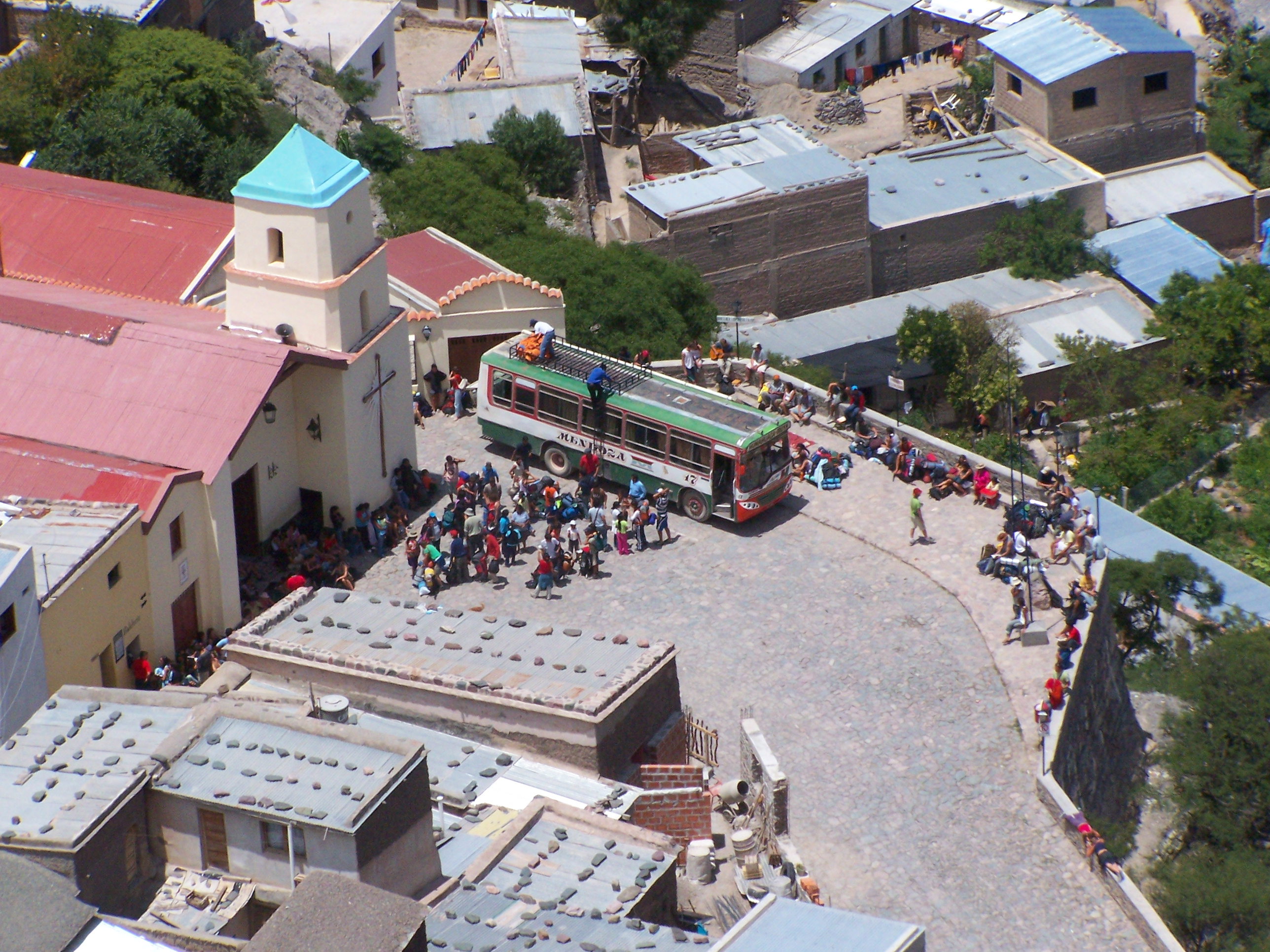
Iruya, importante centro turístico.

- Parque nacional El Rey (190 km)
- Parque nacional Baritú (220 km)

## Infraestructura

### Servicios públicos

#### Electricidad
El servicio eléctrico se encuentra desde el año 1996 a cargo de la empresa distribuidora EDESA, empresa perteneciente al Grupo DESA (Desarrolladora Energética S.A.), cuyo CEO y presidente es el empresario Rogelio Pagano. Debido a la geografía de la provincia, existen zonas rurales dispersas a las que los sistemas energéticos de EDESA no tienen acceso. Es por esto que se creó ESED S.A. – Empresa de Sistemas Eléctricos Dispersos- compañía concesionaria controlada por EDESA, encargada de brindar este nuevo servicio público, en forma exclusiva, a todos los habitantes de Salta que lo soliciten.

### Transporte

#### Terrestre

La Ruta Nacional 40 recorre el oeste de la provincia.

Dada la excepcional ubicación de la provincia como punto de enlace internacional, las rutas que recorren su territorio son muy transitadas por vehículos de varias nacionalidades.
La provincia está unida al resto del país por varias rutas. La Ruta Nacional 9 y la Ruta Nacional 34 se dirigen, al sur, hacia las grandes ciudades pampeanas, y al norte, hacia Jujuy y Bolivia. La Ruta Nacional 50, en tanto, une la ciudad de Orán con la localidad boliviana de Bermejo. Por el este, la Ruta Nacional 16 y la Ruta Nacional 81 unen a Salta con Chaco y Formosa respectivamente. Hacia el oeste, la Ruta Nacional 51 va hacia San Antonio de los Cobres, y empalma, en territorio chileno, con la carretera CH23 que llega hasta la ciudad de Antofagasta, en la costa del Pacífico.
En el interior de la provincia, la Ruta Nacional 68 une a la ciudad de Salta con la localidad de Cafayate. La famosa Ruta Nacional 40, "la ruta más larga del país", recorre la zona occidental de la provincia, desde el Departamento Los Andes, limítrofe con Jujuy, hasta el Departamento Cafayate, limítrofe con Tucumán, la que alcanza en el Abra del Acay (en el km 4601) su punto de mayor altitud: 5061 m s. n. m. (16 604 pies), en las coordenadas geográficas: 24°26′S 66°14′O / -24.433, -66.233. 

#### Ferroviario

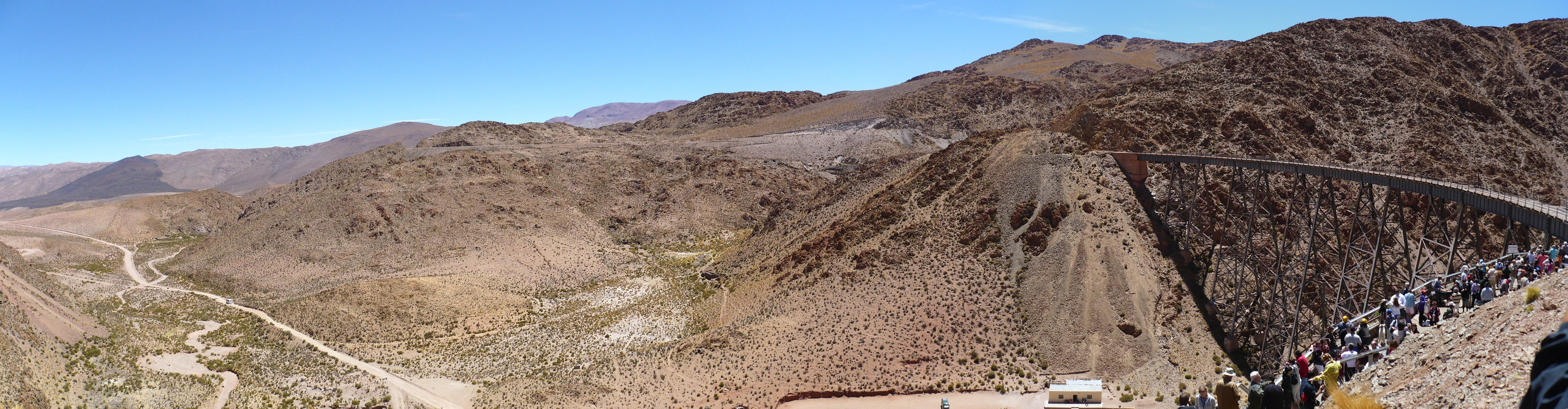
El Tren a las nubes, que circula a través de los picos de la Cordillera de los Andes mostrando impactantes paisajes, alcanza en su recorrido una altura de 4.200 m s. n. m., lo que lo convierte en uno de los trenes que mayor altura alcanzan en el mundo.

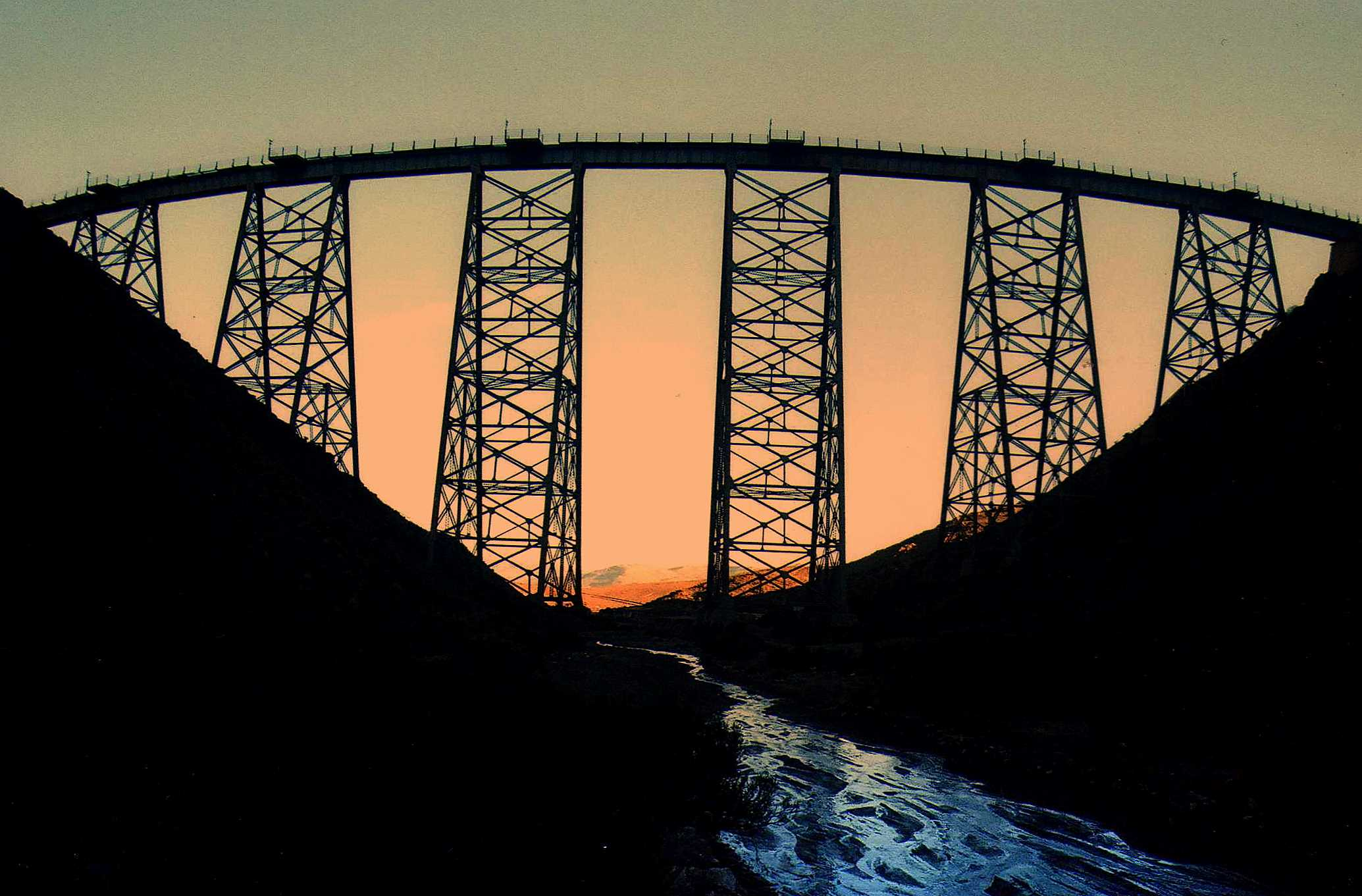
Viaducto La Polvorilla, punto final del Tren a las nubes en la línea ferroviaria que une a Salta con la ciudad chilena de Antofagasta.

El Ferrocarril General Belgrano enlaza a Salta con todo el norte de la Argentina y con países vecinos.
El puente Viaducto La Polvorilla es una estructura de vigas de acero de 222,4 m de longitud, una altitud promedio de 70 m respecto al suelo y 1600 toneladas de peso, sobre un terreno ubicado a 4.200 m s. n. m. —constituyendo así uno de los puentes y tramos ferroviarios más altos del mundo respecto al nivel del mar—. Desde su inauguración alrededor de 1930 fue considerada una obra monumental de ingeniería, transformándose en un atractivo turístico. En la década de 1970 la empresa Ferrocarriles Argentinos ideó un servicio de pasajeros turístico, el Tren de las Nubes, con término poco más allá de La Polvorilla.
Por este puente pasaron muchos trenes de pasajeros que enlazaban Salta Capital con Antofagasta como el expreso 1721 - 1722 de la empresa Ferrocarriles Argentinos. Este servicio dejó de correr definitivamente en agosto de 1977; desde esa fecha tan solo corrían trenes de carga con 4 coches de Materfer al final del tren conocido como el Mixto. El Mixto dejó de correr junto por falta de fondos de la municipalidad de San Antonio de los Cobres en el año 2005.[cita requerida]

#### Aéreo
El aeropuerto Martín Miguel de Güemes, de la ciudad de Salta, es el más activo del norte de Argentina. En él operan varias líneas aéreas que unen Salta con Buenos Aires, Córdoba, Mendoza e Iguazú; con la ciudad boliviana de Santa Cruz de la Sierra, el puerto chileno de Iquique, la ciudad de Lima, Perú, con Asunción, la capital de Paraguay y con la ciudad de São Paulo, República Federativa de Brasil, proporcionándole estos destinos, mediante las conexiones necesarias, comunicación aérea permanente con el resto del mundo. 
Las ciudades de Orán, Gral. Mosconi y Cafayate también cuentan con aeropuertos y hay pistas de aterrizaje en Cachi, Rosario de la Frontera, Metán, Los Toldos, Rivadavia Banda Sur y Santa Victoria Este. El gobierno de la Provincia mantiene vuelos regulares, de carácter sanitario, desde la capital provincial a las poblaciones más remotas del territorio salteño e incluso por la cercanía de la provincia de Jujuy es posible usar el aeropuerto Aeropuerto Internacional Gobernador Horacio Guzmán para volar desde y hacia algunas zonas de Salta entren las que están los departamentos de Iruya, Rivadavia, General San Martín, Santa Victoria y buena parte del departamento de Orán.[cita requerida]

## Símbolos Provinciales

### Bandera

Bandera de la Provincia de Salta

Mediante la ley N.º 6946 se adoptó como símbolo provincial en 1996 la Bandera de Salta, luego del concurso al que se convocó para su diseño y que ganaron los alumnos de 7.º «A» de la escuela Nicolás Avellaneda. La bandera adopta los colores del tradicional poncho salteño (que usaron los Infernales que comandara Martín Miguel de Güemes en la Guerra Gaucha); en su centro el escudo de Salta con la estrella de 6 puntas, condecoración a los héroes de la Batalla de Salta y 23 nazarenas doradas (espuelas gauchas) representando los departamentos de la provincia de Salta.

### Escudo

Escudo de la Provincia de Salta

El Escudo de la Provincia de Salta tiene forma oval, en consonancia con la forma general del escudo nacional, con campo celeste y una estrella blanca de plata de 6 puntas, y el Sol de Mayo dorado en el centro. Está rodeado de laureles por los triunfos en suelo salteño durante la Guerra de la Independencia, unidos por una cinta celeste y blanca. La Estrella de 6 puntas es la condecoración a los héroes de la Batalla de Salta (1813) que el Directorio de las Provincias Unidas del Río de la Plata otorgara por recomendación del Gral. Manuel Belgrano en 1817. El escudo está diseñado sobre tres conceptos básicos: el ideal güemesiano, la lucha de los hombres y mujeres que dieron su vida por la independencia de Argentina y la identidad salteña.
La Provincia de Salta ha utilizado diversos escudos a lo largo de su historia, hasta adoptar el escudo definitivo en 1946 por Ley N.º 749.

### Himno
Gloria a Salta es oficialmente el Himno de la Provincia de Salta, Argentina. Es obligatoria su entonación en todos los establecimientos escolares dependientes del gobierno provincial y en todo acto oficial después del Himno Nacional Argentino.
La letra fue compuesta por Sara Solá de Castellanos y la música por Amy Paterson.
Popularmente la zamba La López Pereyra es reconsiderada el himno de la Provincia. La música fue compuesta en 1901 por Artidorio Cresseri y la letra por Juan Francia, René Ruiz, Arturo Gambolini, José Gambolini, Carlos López Pereyra y Artidorio Cresseri.

## Ubicación geográfica
| Noroeste: Chile / Bolivia / Jujuy | Norte: Bolivia / Paraguay / Jujuy              | Nordeste: Paraguay / Formosa                |
| Oeste: Chile / Catamarca / Jujuy  |                                                | Este: Formosa / Chaco / Santiago del Estero |
| Suroeste: Chile / Catamarca       | Sur: Catamarca / Tucumán / Santiago del Estero | Sureste: Chaco / Santiago del Estero        |